# François Ier (empereur d'Autriche)
François II (empereur du Saint-Empire)
Pour les articles homonymes, voir François Ier et François II.
François II, empereur des Romains (en allemand : Franz II., Kaiser des Heiligen Römischen Reiches), puis à partir du 11 août 1804, François Ier d'Autriche (en allemand : Franz I. von Österreich, en hongrois : I. Ferenc osztrák, en tchèque : František I. Rakouský, en italien : Francesco I d'Austria), né le 12 février 1768 à Florence et mort le 2 mars 1835 à Vienne, est archiduc d'Autriche (1792-1804) puis empereur d'Autriche (1804-1835), roi de Hongrie (1792-1835), roi de Bohême (1792-1835) et roi de Lombardie-Vénétie (1815-1835). Il est également le dernier souverain du Saint-Empire romain germanique (1792-1806), élu empereur des Romains sous le nom de François II.
Neveu de Marie-Antoinette, il se trouve engagé dès le commencement de son règne dans la guerre contre la France qui dure pendant vingt-trois ans. Malgré les capacités réelles de son frère, l'archiduc Charles-Louis, l'Autriche est battue partout ; François II est contraint de signer en 1797 le traité de Campo-Formio, qui lui enlève les Pays-Bas autrichiens et la Lombardie, et donne à la France toute la rive gauche du Rhin en absorbant les électorats de Trèves et de Cologne, et en grande partie celui du palatinat du Rhin. À titre de dédommagement, l'Autriche reçoit la république de Venise. Ayant peu après repris les armes, il est battu à Marengo et Hohenlinden puis perd par le traité de Lunéville (1801) toutes ses possessions sur la rive gauche du Rhin.
Dans une troisième campagne, en 1805, il est battu à Ulm puis à Austerlitz, et signe la paix de Presbourg, qui diminue encore ses possessions. Lors de l'établissement de la confédération du Rhin le 12 juillet 1806, il doit renoncer au titre d'empereur des Romains. Prévoyant cet échec, il avait pris deux ans plus tôt, en se bornant à ses États héréditaires, le titre d'empereur d'Autriche, sous le nom de François Ier.
Il fait construire en 1808 un grand théâtre à Pest pour apaiser les sentiments nationaux qui naissent en Hongrie. Il tente une quatrième fois le sort des armes en 1809, est encore battu à Eckmühl et à Wagram et se voit contraint de demander la paix (traité de Schönbrunn) : pour la cimenter, il marie sa fille Marie-Louise d'Autriche à l'empereur Napoléon Ier. En 1809, il nomme ministre le prince de Metternich. Celui-ci gouverne l'Autriche jusqu'en 1848. Néanmoins, il entre en 1813 dans la coalition contre son gendre et contribue à le détrôner. Les événements de 1814 le remettent en possession de la plus grande partie de ses États. Il fonde sur le modèle de l'École polytechnique en 1815 l'Institut polytechnique impérial et royal de Vienne (de), précurseur de l'université technique de Vienne.
À sa mort en 1835, son fils Ferdinand Ier lui succède.

## Jeunesse

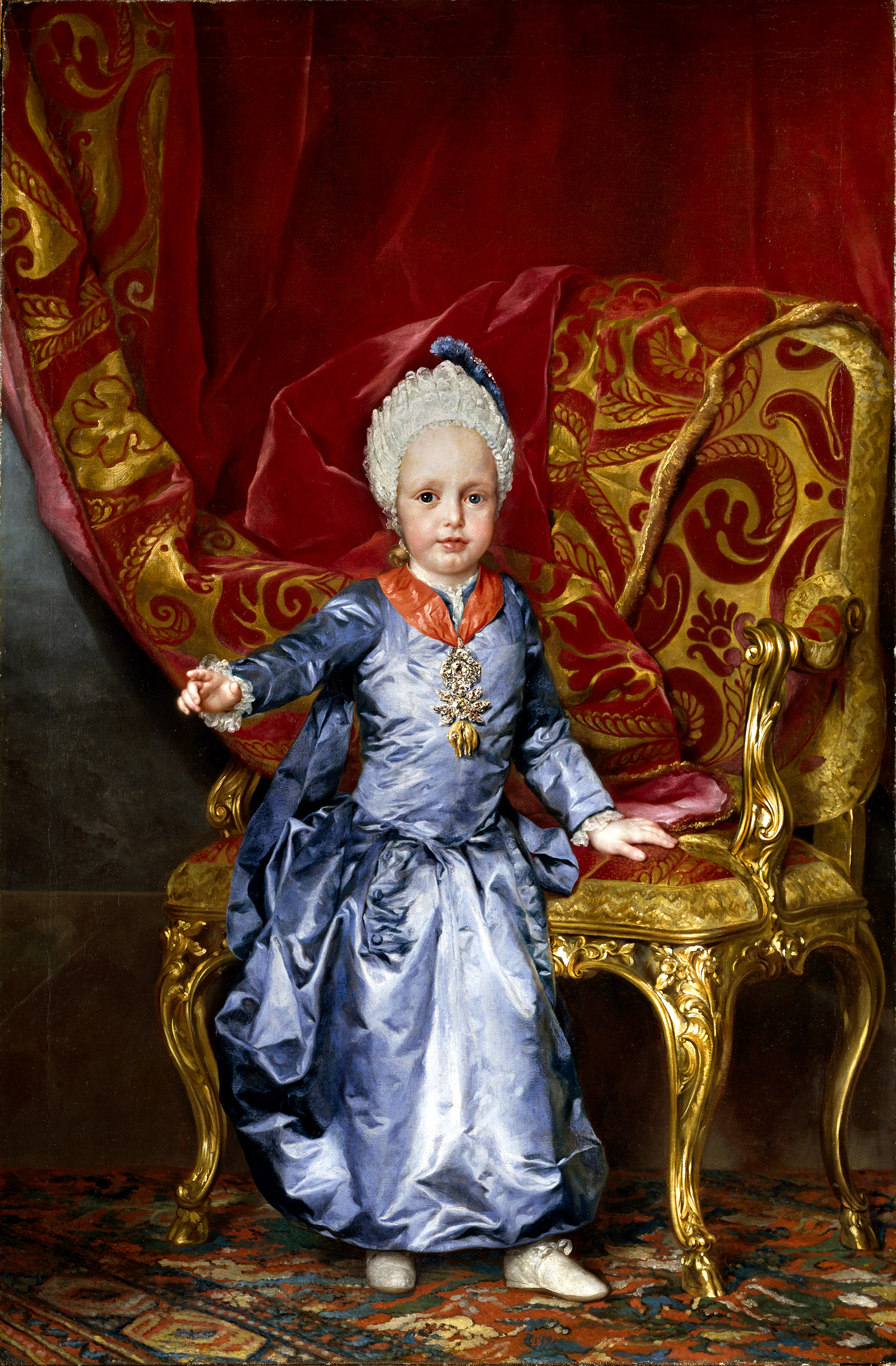
L'archiduc François à l'âge de 2 ans, peint par Anton Raphael Mengs.

Il est l'aîné des fils de l'empereur Léopold II et de Marie-Louise de Bourbon, infante d'Espagne, fille de Charles III d'Espagne et de Marie-Amélie de Saxe.
Le nourrisson reçoit le prénom de son grand-père paternel, l'empereur François Ier décédé trois ans plus tôt, comme sa sœur aînée avait reçu le prénom de leur grand-mère paternelle, Marie-Thérèse. Celle-ci, à la nouvelle de la naissance de son premier petit-fils, folle de joie de voir sa dynastie consolidée, court au Burgtheater qui jouxte le palais impérial et s'écrie en patois viennois : « Notre Poldi a un gamin ! » L'illustre impératrice meurt en 1780 alors que l'archiduc François n'a que douze ans.
Fils du grand-duc de Toscane, l'éducation du jeune archiduc est marquée par la culture italienne. Tout à sa politique de réconciliation avec la maison de Bourbon, l'impératrice marie ses enfants avec des princes de la péninsule : en 1760, l'archiduc héritier épouse une princesse de Parme. En 1765, l'archiduc Léopold, promis au trône de Toscane, épouse une infante d'Espagne. En 1768, deux de ses sœurs étant décédées avant de célébrer leurs noces, c'est l'archiduchesse Marie-Caroline qui épouse le roi de Naples et de Sicile. L'année suivante, l'archiduchesse Marie-Amélie épouse le duc de Parme. En 1771, l'archiduc Ferdinand épouse l'héritière du duché de Modène dont le père est gouverneur du duché de Milan, qui est une possession de l'archimaison. Quant à la plus jeune des filles de l'impératrice, elle épouse en 1770 le chef de la maison de Bourbon, futur Louis XVI de France.
L'empereur Joseph II n'ayant pas d'enfants survivants de ses deux mariages, l'archiduc François est très tôt considéré comme le deuxième héritier du trône impérial, après son père l'archiduc Léopold. À ce titre, l'empereur suit de très près son éducation.[réf. souhaitée]

## Mariage
À l'âge de vingt ans, il est marié à Élisabeth de Wurtemberg, dont le principal avantage est d'être la sœur de Sophie-Dorothée, future tsarine, épouse de Paul Ier de Russie. La princesse meurt en couches peu après l'oncle Joseph II (1790).
Le père de François, jusqu'alors grand-duc de Toscane, est élu empereur sous le nom de Léopold II et presque aussitôt, raison d'État oblige, François est remarié à sa double cousine Marie-Thérèse de Bourbon-Naples (1772-1807), fille de Ferdinand IV, roi de Naples, et de Marie-Caroline d'Autriche. Elle lui donne une nombreuse descendance.

## Accession au trône

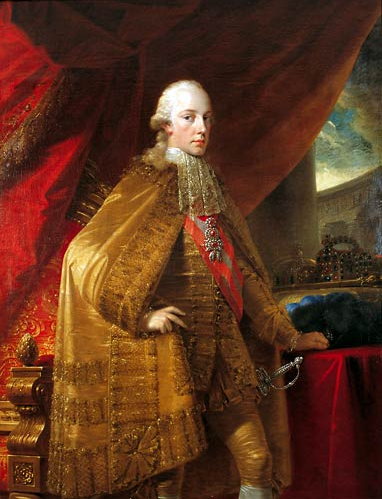
Francois II en 1792.

C'est le 1er mars 1792, à vingt-quatre ans, après le règne — très court — de son père, qu'il est élu empereur des Romains sous le nom de François II.
Dix jours plus tard, le 25 mars 1792, l'ultimatum remis par la France à François II, roi de Bohême et de Hongrie, pour faire disperser les rassemblements d'émigrés en Rhénanie, est repoussé. Dès lors, la guerre est inévitable, et la politique des Girondins, partisans d'un conflit armé depuis le 20 octobre 1791, arrive à sa conclusion. Toutefois, rien ne permet de penser qu'ils seraient parvenus à la conduire sans le changement de position de La Fayette et de ses partisans — avec cependant la différence que les premiers veulent renverser le trône, alors que les seconds souhaitent le relever — et sans la dissimulation et la complicité de la Cour. Le 24 avril suivant, la même année, en proie à la Révolution, la France, son alliée depuis la révolution diplomatique de 1756, lui déclare la guerre.
La guerre est déclarée au «  roi de Bohême et de Hongrie ». Par cette formule, clause de style qui s'explique par le fait que le souverain habsbourgeois n'a pas encore été couronné empereur, l'Assemblée nationale législative indique qu'elle ne désire pas faire la guerre à la totalité des États allemands du Saint-Empire romain, mais uniquement à la maison d'Autriche. Pour les Français, qui s'attendaient au conflit depuis longtemps, l'accueil de cette nouvelle se fait dans le calme.
François est couronné roi de Hongrie à Buda le 6 juin 1792, élu empereur des Romains le 7 juin 1792, puis couronné à Francfort-sur-le-Main le 14 juillet 1792 ; il est couronné roi de Bohême le 5 août 1792.

## Règne

### Début de la guerre
Après son accession au trône, l'empereur confirme, dès les 3 mars 1792, sa tante l'archiduchesse Marie-Christine d'Autriche et son époux le duc Albert de Saxe-Teschen dans le poste de gouverneurs généraux des Pays-Bas autrichiens et donne plein pouvoir au duc pour prêter, en son nom, le serment d'inauguration aux États des provinces des Pays-Bas, et recevoir de ceux-ci leur serment d'obéissance et de fidélité. La France déclare la guerre à l'Autriche le 20 avril 1792.

Le refus de paiement des subsides par les chefs-villes du duché de Brabant entraîne une vague de mesures répressives de la part du gouvernement autrichien. Le 29 avril 1792, le baron de Bender, commandant militaire de l'armée impériale des Pays-Bas, menace de sévir avec vigueur contre quiconque tenterait de troubler la tranquillité de l'État. Cette loi martiale est pour les députés de l'État un sujet de critiques ; des pamphlets circulent sous le manteau.

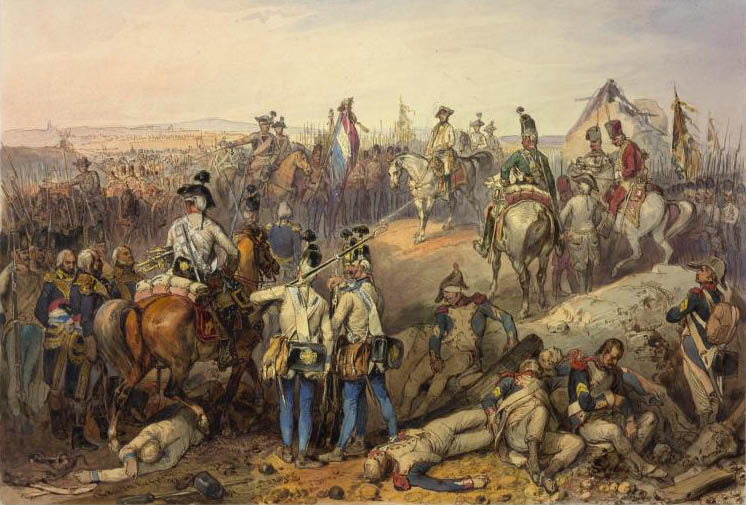
La bataille de Neerwinden, le 18 mars 1793.

Face aux troupes révolutionnaires françaises, les deux grandes puissances allemandes s’allient dans la Première Coalition. Cette alliance n’a cependant pas pour but de protéger les droits de l’Empire mais on espère bien plutôt étendre sa sphère d’influence tout en s’assurant que l’allié ne remporte pas seul la victoire. En voulant absolument agrandir le territoire autrichien — si besoin est au détriment des autres membres de l’Empire — l’empereur François II, élu précipitamment et unanimement le 5 juillet 1792, gâche la possibilité d’être soutenu par les autres États impériaux. La Prusse veut aussi se dédommager de ses coûts de guerre en annexant des territoires ecclésiastiques. C’est pourquoi il est impossible de former un front uni contre les troupes révolutionnaires françaises et donc d’obtenir des succès militaires.
Le 8 avril 1793, une conférence réunit à Anvers les pays alliés luttant contre la France, à savoir la Grande-Bretagne, l'Autriche, la Prusse et les Provinces-Unies, en vue de rétablir la monarchie en France. Les troupes impériales progressent vers Bruxelles et rencontrent le 15 mars 1793 l'avant-garde de l'armée française près de Tirlemont. Le 18 mars 1793, la bataille de Neerwinden marque une défaite importante de l'armée française qui abandonne le territoire des États belgiques et entreprend une retraite vers les places du nord de la France. Le général Dumouriez décide de rompre avec la République française et rejoint les forces autrichiennes.

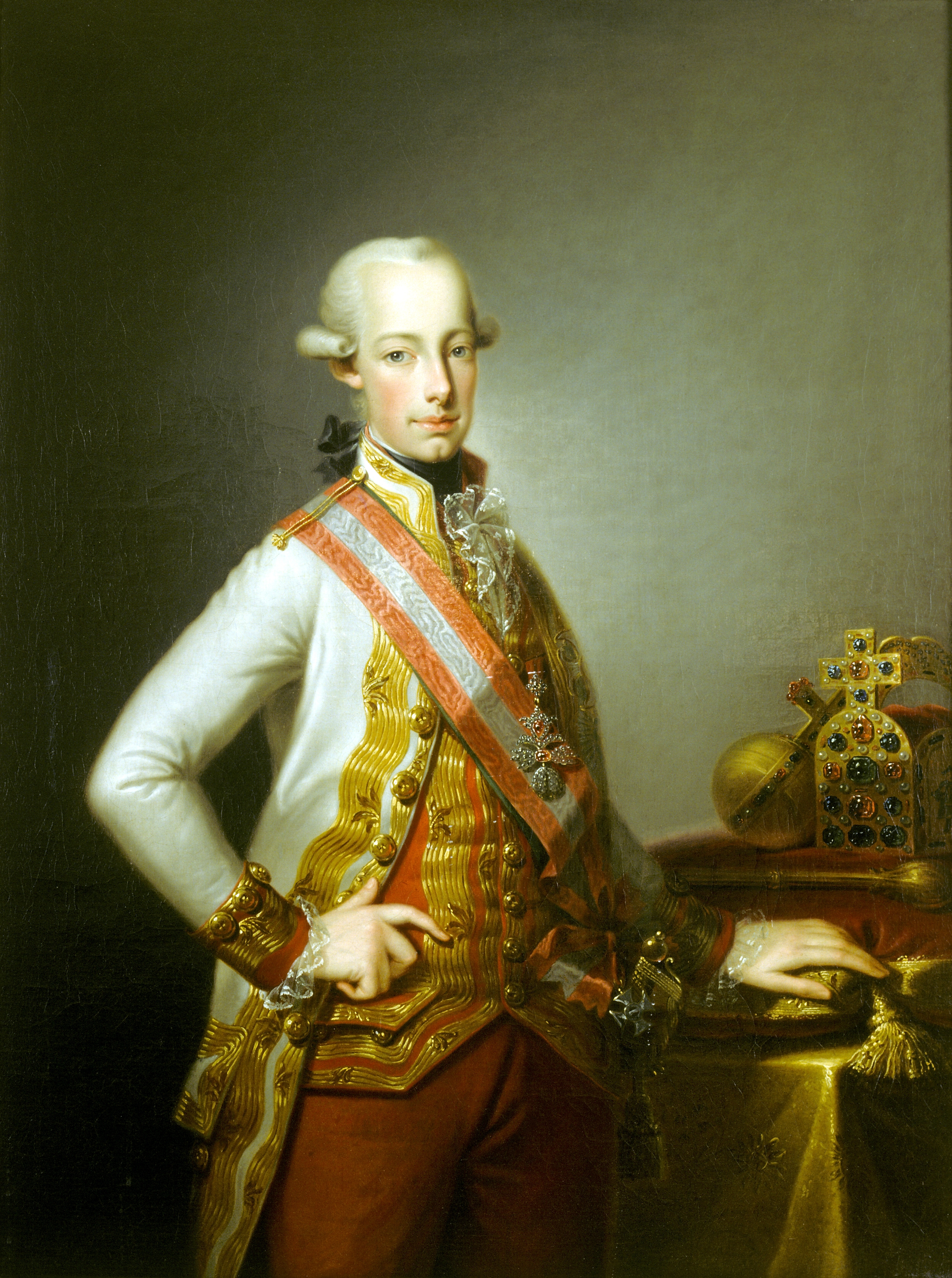
François II, empereur du Saint-Empire.

L'empereur François II reprend la direction des Pays-Bas avec l'assentiment du peuple belge dans un esprit d'ouverture. Il désigne son frère, l'archiduc Charles, comme gouverneur et le comte de Metternich-Winnenburg comme ministre plénipotentiaire. Leur entrée à Bruxelles, le 26 mars 1793 est un triomphe. L'empereur nomme l'ancien gouverneur des Pays-Bas, Franz Ferdinand von Trauttmansdorff-Weinsberg, chancelier des Pays-Bas à Vienne. Il vient à Bruxelles le 9 avril 1793 en vue de la campagne militaire contre la France. Le 23 avril 1793, l'empereur se fait nommer duc de Brabant et de Limbourg et le 5 juin, les États du Brabant décident d'envoyer à l'empereur une députation composée des membres des trois ordres.
Les Autrichiens reprennent le pouvoir aux Pays-Bas dans un esprit de réconciliation. L'esprit est à l'apaisement et il est prévu de revenir à la situation de février 1791. La situation politique interne est bonne, les États de Brabant accordent les subsides ordinaires et un don gratuit à l'empereur pour aider à la guerre contre la France. Le gouvernement autrichien accorde l'amnistie illimitée dans les différentes provinces ; de plus, en août, il se déclare disposé à rendre leurs biens aux couvents supprimés. Les réparations promises par la convention de La Haye sont complètes. Mais malgré le vote des subsides et de nouveaux impôts, la confiance ne semble pas complètement rétablie.
L'offensive autrichienne conduite par le prince de Cobourg se poursuit dans le nord de la France : les troupes impériales s'emparent de Condé le 10 juillet 1793, de Valenciennes le 28 juillet 1793, puis de Le Quesnoy et Maubeuge, s'ouvrant ainsi la route de Paris. Au même moment, le duc d'York entreprend le siège de Dunkerque le 22 août 1793.
Mais, peu à peu, l'armée française résiste aux Autrichiens et, après l'hiver, reprend l'offensive vers le nord.
Déçue par le manque de succès et pour mieux s’occuper de la résistance née autour de la nouvelle partition de la Pologne, la Prusse signe une paix séparée en 1795 avec la France, la paix de Bâle. En 1796, le Bade et le Wurtemberg font de même. Les accords ainsi signés stipulent que les possessions situées sur la rive gauche du Rhin doivent être cédées à la France. Toutefois, les propriétaires vont être dédommagés en recevant des territoires ecclésiastiques situés sur la rive droite, territoires qui vont alors être sécularisés. Les autres États impériaux négocient aussi des armistices ou des traités de neutralité.
En 1797, l’Autriche signe quant à elle le traité de Campo-Formio. Elle cède ainsi différentes possessions comme les Pays-Bas autrichiens et le grand-duché de Toscane. En compensation, l’Autriche doit tout comme la Prusse recevoir des territoires situés sur la rive droite du Rhin. Les deux grandes puissances de l’Empire se dédommagent donc aux dépens des membres de l’Empire les plus petits. Elles accordent ainsi à la France un droit d’intervention dans l’organisation future de l’Empire. En agissant comme roi de Hongrie et de Bohême mais obligé de garantir l’intégrité de l’Empire en tant qu’empereur, François II lui cause des dommages irréparables en démembrant certains autres États impériaux.

### Recès d’Empire

Situation de l’Europe après le traité de Lunéville.

En mars 1798, la députation d'Empire consent lors du congrès de Rastadt à céder les territoires situés sur la rive gauche du Rhin et à la sécularisation de ceux situés sur la rive droite à l’exception des trois électeurs ecclésiastiques. Mais la Deuxième Coalition met un terme au marchandage lié aux différents territoires. Le traité de Lunéville signé en 1801 met fin à la guerre. Approuvé par la Diète, il n’apporte toutefois aucune définition claire en ce qui concerne les dédommagements. Les négociations de paix de Bâle avec la Prusse, de Campo Formio avec l’Autriche et de Lunéville avec l’Empire exigent des dédommagements que seule une loi d’Empire peut entériner. C’est pourquoi l’on convoque une députation pour régler la situation. En fin de compte, la députation accepte le plan de dédommagement franco-russe du 3 juin 1802 sans le modifier substantiellement. Le 24 mars 1803, la Diète d’Empire accepte définitivement le recès d'Empire.
Presque toutes les villes d’Empire, les territoires temporels les plus petits et presque toutes les principautés ecclésiastiques vont être choisis pour dédommager les puissances lésées. La composition de l’Empire s'en trouve considérablement modifiée. Le banc des princes à la diète autrefois en majorité catholique devient protestant. Deux des trois électorats ecclésiastiques disparaissent. Même l’électeur de Mayence perd son siège pour être nommé à Ratisbonne. Parallèlement, il n’existe plus que deux grands princes d’Empire ecclésiastiques : le grand prieur de l’ordre de Saint-Jean de Jérusalem et le grand maître de l’ordre Teutonique. En tout, ce sont 110 territoires qui disparaissent et 3,16 millions de personnes qui changent de souverain.
Cette nouvelle organisation territoriale de l’Empire va longtemps exercer une influence sur le paysage politique européen. On a parlé pour l’année 1624 de Normaljahr, c’est-à-dire d’une année servant de référence, il en va de même pour l’année 1803 en ce qui concerne les relations confessionnelles et patrimoniales en Allemagne. Le recès d’Empire crée un nombre clair de moyennes puissances à partir d’une multitude de territoires. Afin de procéder aux dédommagements, on sécularise et on médiatise. Les dédommagements dépassent parfois ce que la puissance en question aurait dû recevoir au vu de ses pertes. Le margrave de Bade reçoit par exemple neuf fois plus de sujets par rapport à ceux perdus lors de la cession des territoires sur la rive gauche du Rhin et sept fois plus de territoires. L’une des raisons est que la France veut se créer une série d’États satellites, assez gros pour créer des difficultés à l’empereur mais assez petits pour ne pas menacer la position de la France.
L’Église d’Empire a quant à elle cessé d'exister. Elle avait été si ancrée dans le système impérial qu’elle disparaît même avant que l’Empire s’effondre. Les positions anticléricales de la France ont fait le reste, d’autant plus que l’empereur perd ainsi l’un de ses pouvoirs les plus importants. L’esprit de l’Aufklärung et la folie de puissance absolutiste contribuent également à rendre l’Église d’Empire obsolète et à développer les convoitises de princes d’Empire catholiques.

### L'arrivée deNapoléonIer

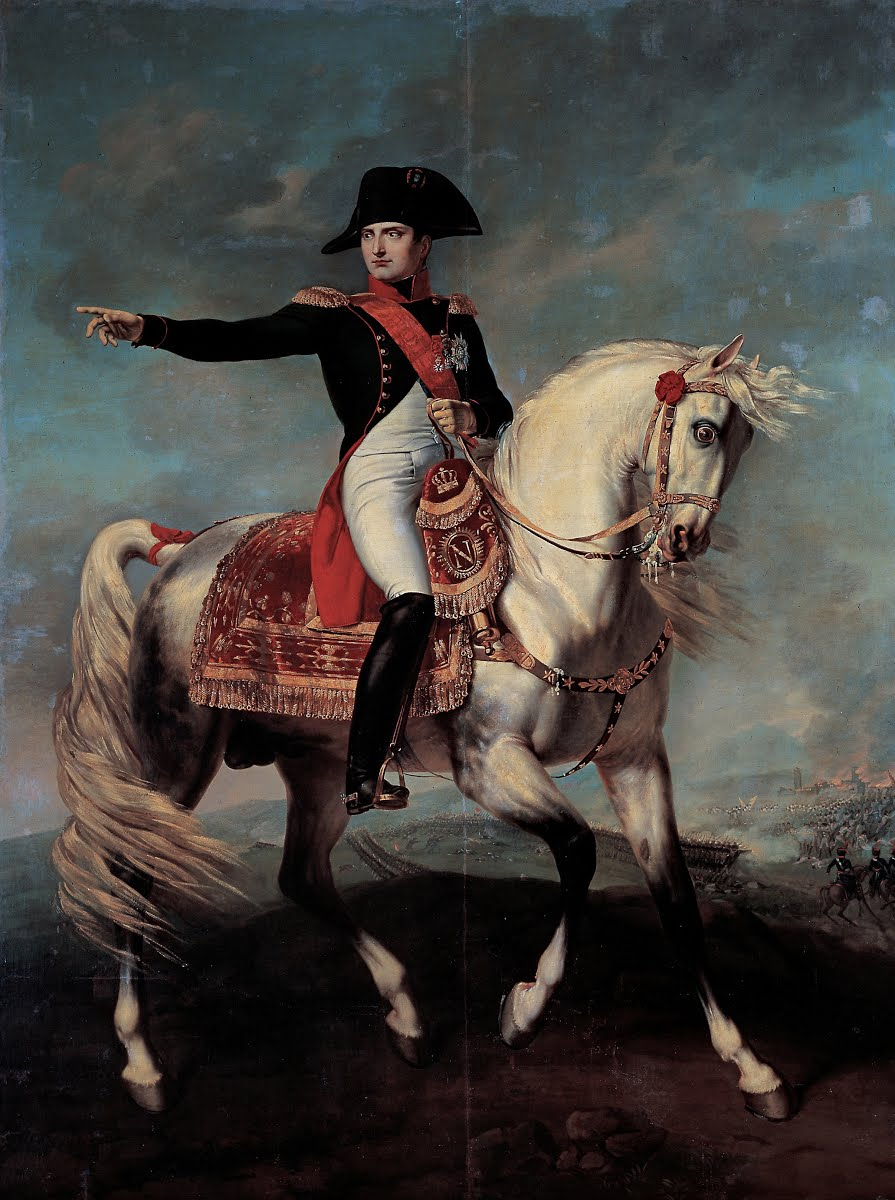
Napoléon Ier.

Le 18 mai 1804, Napoléon devient l'empereur des Français. Cette nouvelle dignité, qui renforce son pouvoir en en confirmant le caractère héréditaire, montre également sa volonté de devenir l'héritier de Charlemagne et ainsi de légitimer son action en l'inscrivant dans la tradition médiévale. C'est pourquoi il visite la cathédrale d'Aix-la-Chapelle en septembre 1804 ainsi que la tombe de Charlemagne. Lors des discussions diplomatiques entre la France et l'Autriche en ce qui concerne le titre d'empereur, Napoléon exige dans une note secrète datée du 7 août 1804 que son empire soit reconnu ; François II quant à lui serait reconnu Empereur héréditaire d’Autriche. Quelques jours plus tard, le souhait se transforme en ultimatum. Deux solutions s'offrent alors : la reconnaissance de l'empire français, ou la guerre. L'empereur François II cède. Le 11 août 1804, il ajoute à son titre d'empereur du Saint-Empire celui d'empereur héréditaire d'Autriche pour lui et ses successeurs. Cette démarche représente toutefois une rupture du droit impérial puisque ni les princes-électeurs n'en ont été informés ni la Diète d'Empire ne l'a acceptée. En dehors de toute considération juridique, beaucoup considèrent cette démarche comme précipitée. Friedrich von Gentz écrit d'ailleurs à son ami le prince Metternich : « Si la couronne impériale allemande reste dans la maison d'Autriche — et on trouve déjà une telle masse de non-politique aujourd'hui où il n'y a encore aucun danger imminent clairement visible que l'on craint le contraire ! — toute dignité impériale est vaine ».
Toutefois Napoléon perd définitivement patience. Lors de la Troisième Coalition, il fait marcher son armée sur Vienne. Les troupes de l'armée bavaroise et de l'armée du Wurtemberg lui viennent en renfort. C'est ainsi qu'il remporte la bataille d'Austerlitz le 2 décembre 1805 sur les Russes et les Autrichiens. Le traité de Presbourg que Napoléon dicte à François II, scelle la fin de l'Empire. Napoléon y impose en effet que la Bavière soit érigée en royaume comme le Wurtemberg, le pays de Bade devenant grand-duché. Bavière et Wurtemberg se retrouvent ainsi à égalité avec la Prusse, l'Autriche étant érigée en empire. C'est la structure de l'Empire germanique qui est une nouvelle fois attaquée puisqu'en acquérant leur pleine souveraineté, ces royaumes s'en détachent. C'est d'ailleurs ce que souligne une remarque de Napoléon à son ministre des Affaires étrangères Talleyrand : « J'aurai cependant arrangé la partie de l'Allemagne qui m'intéresse : il n'y aura plus de diète à Ratisbonne, puisque Ratisbonne appartiendra à la Bavière ; il n'y aura donc plus d'Empire Germanique, et nous nous en tiendrons là ».
Le fait que l'électeur de Mayence Charles-Théodore de Dalberg fasse du grand aumônier de l'empire français Joseph Cardinal Fesch son coadjuteur, espérant ainsi sauver l'Empire, porte un dernier coup en faveur de l'abdication de la couronne. Dalberg, chancelier d'Empire et donc en tant que tel chef de la chancellerie d'Empire, gardien du tribunal impérial et des archives impériales, nomme un Français qui ne parle pas un mot d'allemand et qui plus est un oncle de Napoléon. En cas de décès ou de démission de Dalberg, l'oncle de l'empereur français serait alors devenu chancelier de l'Empire. La Diète d'Empire prend connaissance de la situation le 27 mai 1806. Selon le ministre autrichien des Affaires étrangères Johann Philipp von Stadion, il n'y a que deux solutions possibles : la disparition de l'Empire ou sa refonte sous domination française. C'est ainsi que François II se décide à protester le 18 juin, en vain.
Le 12 juillet 1806, par le traité de la confédération du Rhin, l'électorat de Mayence, la Bavière, le Wurtemberg, l'électorat de Bade, le landgraviat de Hesse-Darmstadt devenu grand-duché de Hesse, le duché de Nassau, le duché de Berg et de Clèves, et d'autres princes fondent la confédération du Rhin à Paris. Napoléon devient leur protecteur et ils font sécession de l'Empire le 1er août. En janvier, le roi de Suède avait déjà suspendu la participation des envoyés de Poméranie occidentale aux séances de la diète et en réaction à la signature des actes de la Confédération le 28 juin, il déclare la constitution impériale suspendue dans les territoires impériaux sous le commandement suédois, et déclare également dissous les États et conseils provinciaux. À la place, il introduit la constitution suédoise en Poméranie suédoise. C'est ainsi qu'est mis un terme au régime impérial dans cette partie de l'Empire qui a alors pratiquement déjà cessé d'exister.

### Abdication deFrançoisII

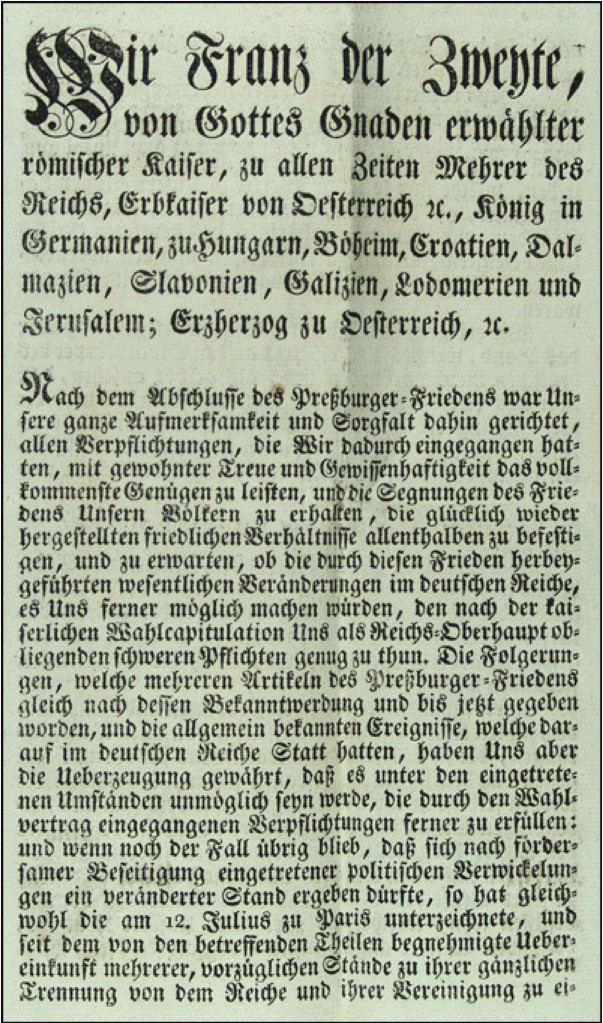
Déclaration d'abdication de François II.

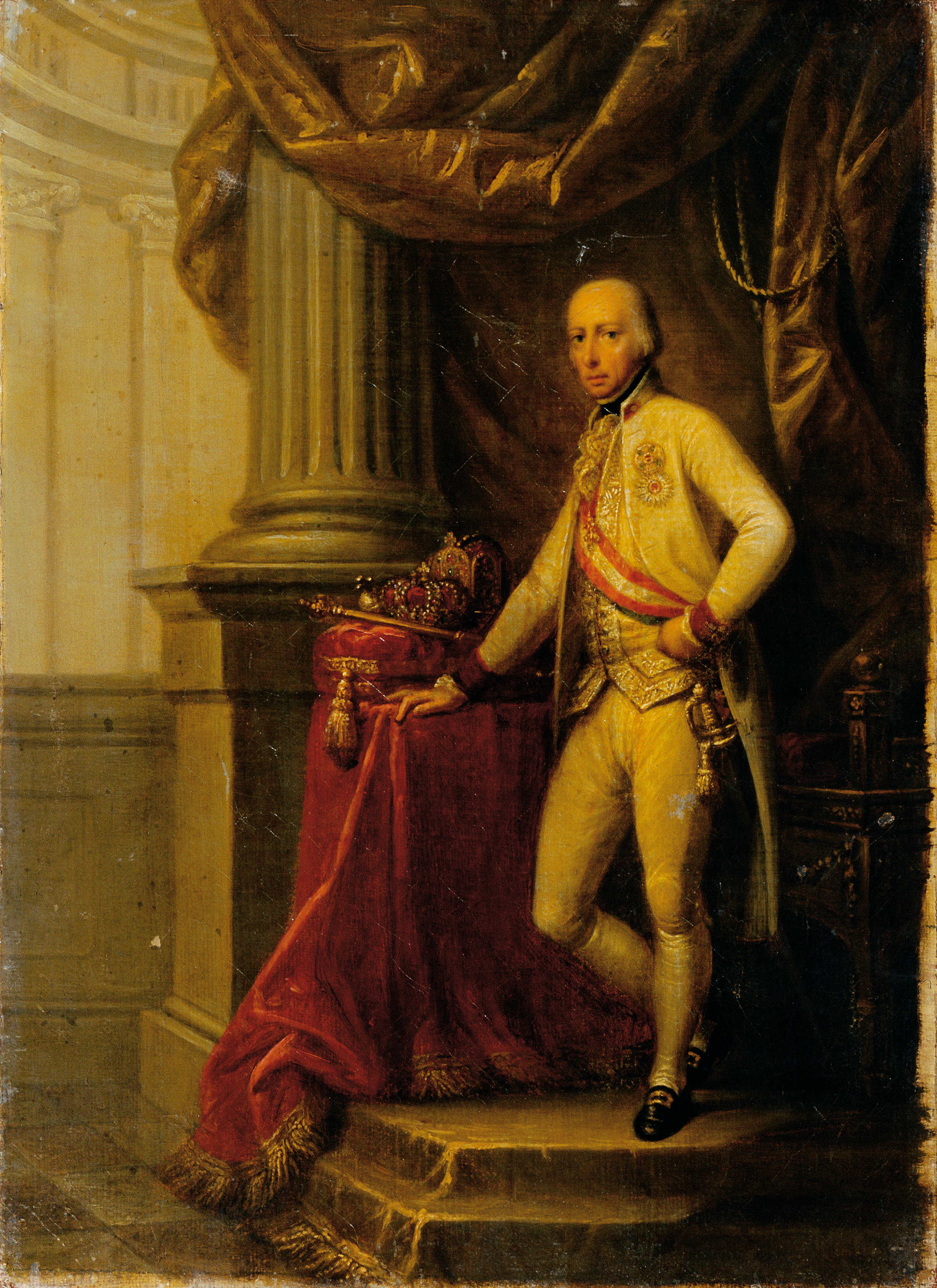
L'empereur François d'Autriche.

L'abdication de la couronne impériale est anticipée par un ultimatum présenté le 22 juillet 1806 à Paris à l'envoyé autrichien. Si l'empereur François II n'abdique pas avant le 10 août 1806, les troupes françaises attaquent l'Autriche. Cependant, depuis plusieurs semaines, Johann Aloys Josef Freiherr von Hügel et le comte von Stadion sont occupés à établir une expertise portant sur la préservation de l'Empire. Leur analyse rationnelle les amène à la conclusion que la France va essayer de dissoudre la constitution de l'Empire et de le transformer en un État fédératif influencé par la France. La conservation de la dignité impériale va inéluctablement conduire à un conflit avec la France, le renoncement à la couronne est donc inévitable.
Le 17 juin 1806, on présente l'expertise à l'empereur. Le 1er août, l'envoyé français La Rochefoucauld entre dans la chancellerie autrichienne. Ce n'est qu'une fois que La Rochefoucauld a formellement attesté à von Stadion, après de vives confrontations, que Napoléon ne ceindrait pas la couronne impériale et respecterait l'indépendance autrichienne, que le ministre autrichien des Affaires étrangères approuve l'abdication, promulguée le 6 août.
Dans son acte d'abdication, l'empereur indique qu'il n'est plus en mesure de remplir ses devoirs de chef de l'Empire et déclare : « Nous déclarons donc, par les présentes, que Nous considérons comme dissous les liens qui, jusqu'à présent, Nous ont attaché au corps de l'Empire germanique, que Nous regardons comme éteinte par la formation de la Confédération du Rhin la charge et la dignité de Chef de l'Empire ; et que Nous Nous considérons par là comme libéré de tous Nos devoirs envers cet Empire ». François II ne se contente pas seulement de déposer sa couronne, il dissout entièrement le Saint-Empire sans l'approbation de la Diète d'Empire en proclamant : « Nous délions en même temps les électeurs, princes et États, et tous les membres de l'Empire, nommément aussi les membres des tribunaux suprêmes et autres officiers de l'Empire, de tous les devoirs par lesquels ils étaient liés à Nous, comme Chef légal de l'Empire, par la constitution ». Il dissout également les territoires de l'Empire relevant de son propre pouvoir et les soumet à l'empire autrichien. Même si la dissolution de l'Empire ne suit aucun caractère juridique, il n'y a aucune volonté ni aucun pouvoir pour le préserver.
La chute du Saint-Empire est apparue comme inévitable dès lors que Napoléon s'est employé à en redéfinir la carte géopolitique. Les réactions à cette disparition sont diverses, oscillant entre indifférence et étonnement comme le montre l'un des témoignages les plus connus, celui de la mère de Goethe, Catharina Elisabeth Textor, qui écrit le 19 août 1806, moins de quinze jours après l'abdication de François II : « Je suis d'ailleurs dans le même état d'esprit que lorsqu'un vieil ami est très malade. Les médecins le déclarent condamné, on est assuré qu'il va bientôt mourir et on est assurément bouleversé lorsque le courrier arrive nous annonçant qu'il est mort ». L'indifférence face à la disparition montre comme le Saint-Empire s'était sclérosé et comme ses institutions ne fonctionnaient plus. Le lendemain de l'abdication, Goethe écrit dans son journal qu'une dispute entre un cocher et son valet suscite plus de passion que la disparition de l'Empire. D'autres, comme à Hambourg, fêtent la fin de l'Empire.

### Fin du Saint-Empire

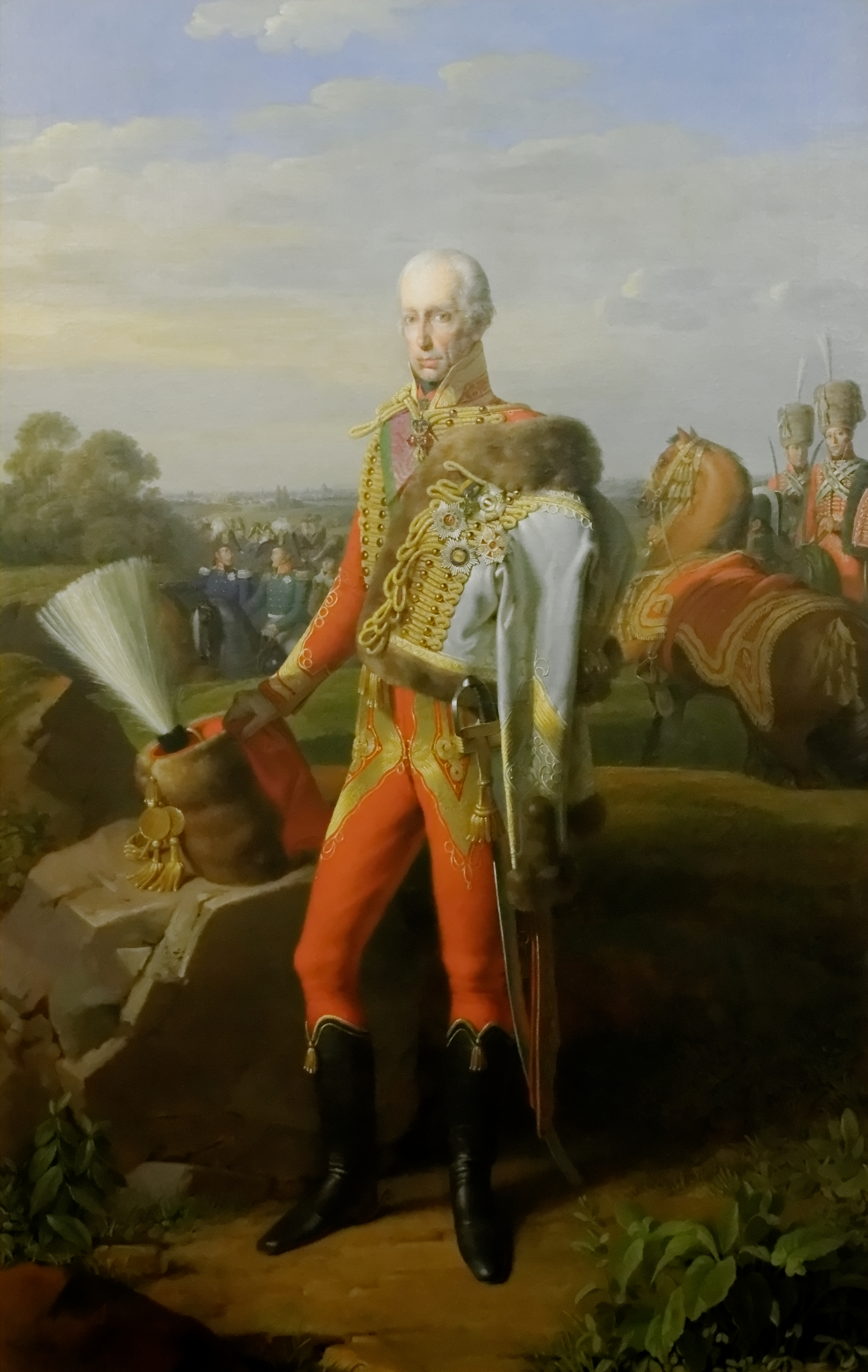
François Ier d'Autriche, Musée national hongrois.

Le 11 août 1804, François II du Saint-Empire joint à son titre d' « empereur élu des Romains » (en allemand : erwählter römischer Kaiser ; en latin : electus Romanorum Imperator) celui d' « empereur héréditaire d'Autriche » (en allemand : erblicher Kaiser von Österreich ; en latin : haereditarius Austriae Imperator). Il signe la Patente de 1804, considérée comme l'acte fondateur de l'empire d'Autriche.
Lorsque Napoléon Ier proclama la fin du Saint-Empire romain germanique en créant de nouveaux royaumes et principautés, comme la Bavière, le Wurtemberg, le royaume de Saxe, la Hesse, le grand-duché de Bade et bien d’autres qu'il regroupa au sein de la confédération du Rhin, les possessions des Habsbourg s'en trouvèrent exclues. François II, le dernier empereur des Romains, devint ainsi le premier empereur d'Autriche sous le nom de François Ier, en 1805.
Le 12 juillet 1806, à la signature du traité de la confédération du Rhin, seize États quittent le Saint-Empire et forment la Confédération (appelée dans le traité « États confédérés du Rhin »). Napoléon Ier en est le « protecteur ». Le 6 août 1806, le Saint-Empire romain germanique fondé en 962 par Otton Ier, est dissout.
Dans l'année qui suit, 23 autres États allemands rejoignent la Confédération. Seuls l'Autriche, la Prusse, le Holstein et la Poméranie suédoise restent en dehors. Charles-Théodore de Dalberg, devenu grand-duc de Francfort et allié de Napoléon, devient président et prince primat de la Confédération.

Deux États reviennent à des membres de la famille Bonaparte, le grand-duché de Berg dévolu à Joachim Murat, époux de Caroline Bonaparte, sœur de Napoléon Ier, et le royaume de Westphalie créé pour Jérôme Bonaparte. Napoléon cherche à entrer dans le cercle restreint des familles royales en mariant ses proches aux membres des maisons souveraines allemandes.

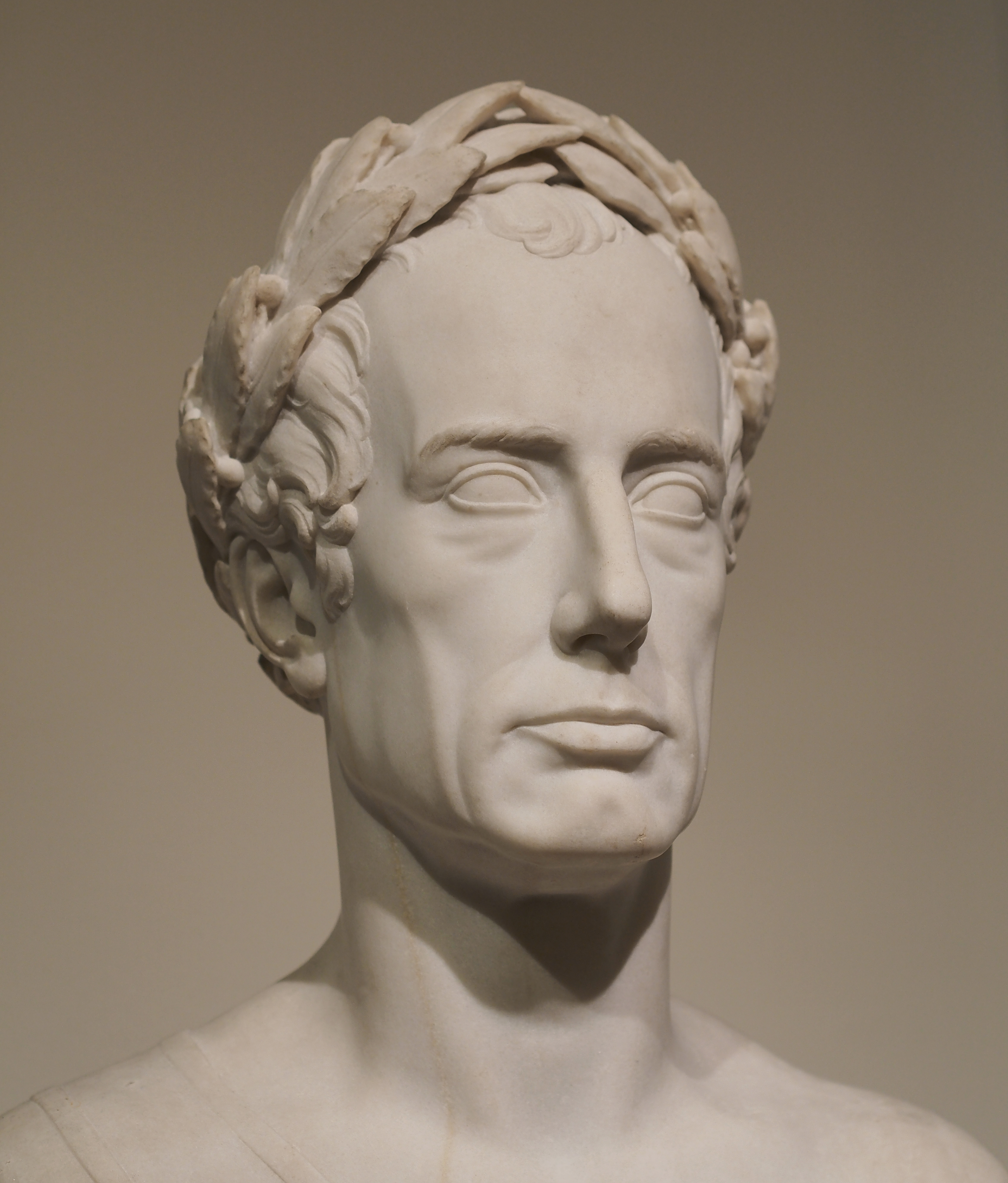
François Ier d'Autriche, statue en marbre réalisée en 1824 par Anton Dietrich.

La Confédération est surtout une alliance militaire. Les États membres doivent fournir à la France un nombre important de soldats. En retour, les États sont agrandis — notamment au détriment des principautés épiscopales et des villes libres — et reçoivent des statuts plus élevés : Bade, Hesse, Clèves et Berg sont transformés en grands-duchés. Le Wurtemberg, la Bavière puis la Saxe sont érigés en royaumes. Pour leur coopération, certains États incorporent des petits domaines impériaux. Beaucoup d'États petits et moyens rejoignent la Confédération, qui connaît son apogée territorial en 1808. Elle comprend quatre royaumes, cinq grands-duchés, treize duchés, dix-sept principautés et les villes hanséatiques de Hambourg, Lübeck et Brême.
La principauté d'Erfurt, située au centre de la Confédération n'en a jamais fait partie. Elle est subordonnée à l'Empire français en 1806 après la défaite de Prusse à la bataille d'Iéna.
À la fin de l'année 1810, de grandes régions du Nord-Ouest de l'Allemagne sont incorporées à l'Empire, en même temps que le royaume de Hollande, afin d'améliorer le blocus continental contre l'Angleterre. Le senatus-consulte du 13 décembre 1810 signale que, hormis la Hollande, ce sont les territoires des villes hanséatiques (Hambourg, Brême et Lubeck), du Lauembourg, et des pays situés entre la mer du Nord et une ligne tirée du confluent de la Lippe dans le Rhin, jusqu'à Halteren ; de Halteren à l'Ems, au-dessus de Telget ; de l'Ems au confluent de la Verra dans le Weser, et de Stolzenau sur le Weser, à l'Elbe, au-dessus du confluent de la Steckenitz. Disparaissent ainsi les duchés d'Aremberg, de Salm, d'Oldenbourg, les villes hanséatiques déjà occupées par la France depuis fin 1806, tandis que la Westphalie et le grand-duché de Berg sont amputés d'environ du tiers nord de leurs territoires respectifs.
En 1813, avec l'échec de la campagne de Russie, certains des souverains, membres de la Confédération, changent de camp moyennant le maintien de leur statut et de leurs possessions. La confédération du Rhin s'effondre entre octobre et décembre de cette même année.
Le 30 mai 1814, le traité de Paris déclare les États allemands indépendants.

### Empereur d'Autriche et congrès de Vienne

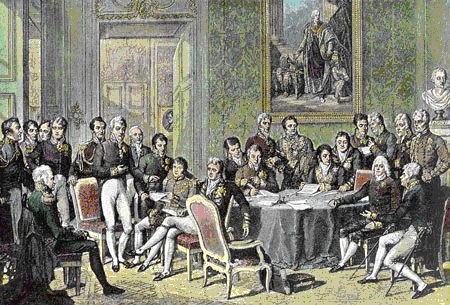
Délégués lors du congrès de Vienne, table de cuivre de Jean Godefroy d'après une peinture de Jean-Baptiste Isabey.

En tant qu'empereur d'Autriche, François utilise un titre officiel développé : « Nous, François le premier, par la grâce de Dieu, empereur d'Autriche ; roi de Jérusalem, Hongrie, Bohême, Dalmatie, Croatie, Slavonie, Galicie, et Lodomirie ; archiduc d'Autriche ; duc de Lorraine, Salzbourg, Wurtzbourg, Franconie, Styrie, Carinthie, et Carniole ; grand-duc de Cracovie ; prince de Transylvanie ; margrave de Moravie ; duc de Sandomir, Masovie, Lublin, haute et basse Silésie, Auschwitz et Zator, Teschen, et Frioul ; prince de Berchtesgaden et Mergentheim ; prince-comte de Habsbourg, Gorice, et Gradisce et de Tyrol ; et margrave des haute et basse Lusace et d'Istrie ». Son titre d'usage resta néanmoins celui d'« empereur d'Autriche ».

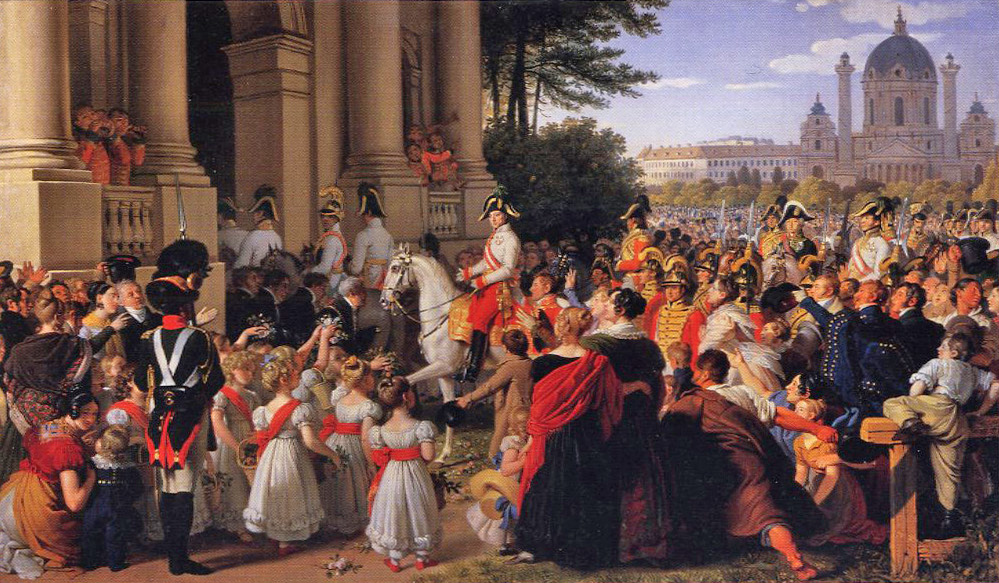
Entrée de l'empereur à Vienne le 16 juillet 1814 (au second plan l'église Saint Charles Borromée).

En 1815, le congrès de Vienne redessine la carte politique du continent. La reconfiguration territoriale, particulièrement dans le nord de l'Allemagne, est importante. Les créations napoléoniennes — le royaume de Westphalie, les grands-duchés de Berg, de Würzburg et de Francfort — sont abolies et les États supprimés par Napoléon — notamment le Hanovre, les duchés de Brunswick, le Hesse-Cassel et l'Oldenbourg — sont recréés. La Prusse regagne le terrain perdu et fait des gains territoriaux importants sur le Rhin, en Westphalie et en Hesse. Le royaume de Saxe, trop longtemps fidèle à Napoléon, perd le tiers de son territoire, de même que le grand-duché de Hesse. Par contre, la plupart des anciens membres de la confédération du Rhin situés au centre et dans le Sud de l'Allemagne survivent avec des changements de frontière plus ou moins importants. À l'instar des États qui ont été recréés, ils vont se joindre à la nouvelle Confédération germanique formée sous l'égide de la Prusse et de l'Autriche, la présidence étant réservée — à titre héréditaire — à l'empereur d'Autriche (ex-souverain élu du Saint-Empire romain germanique).
Après le congrès de Vienne de 1815, les États allemands se rassemblent au sein de la Confédération germanique. Auparavant, en novembre 1814, un groupe de vingt-neuf souverains de petits et moyens États propose au comité qui s'occupe d'établir un plan visant à construire un État fédéral de réintroduire la dignité impériale en Allemagne. Il ne faut pas y voir l'expression d'une ardeur patriotique mais plutôt la crainte de la domination des princes devenus grâce à Napoléon les rois de territoires souverains comme les rois de Wurtemberg, de Bavière et de Saxe.

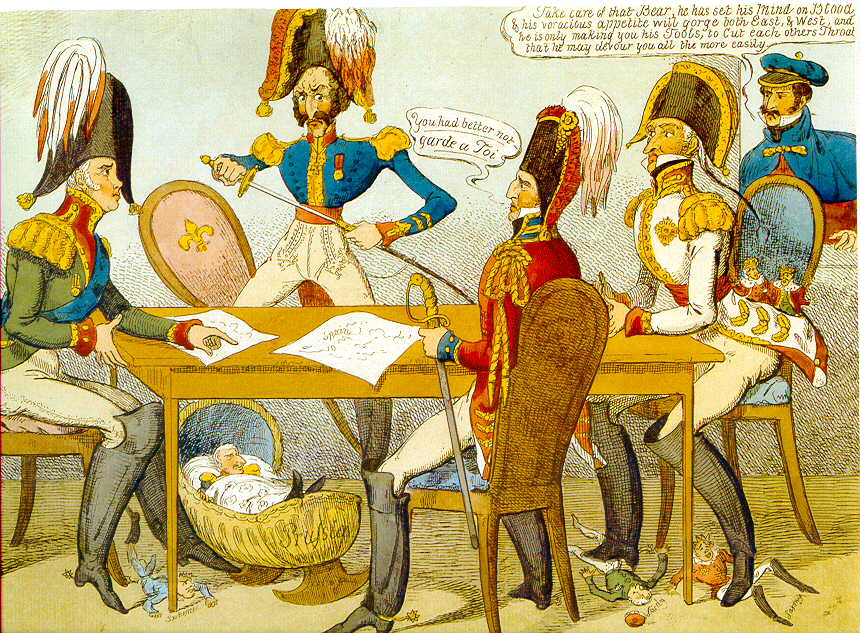
Caricature du congrès de Vérone (1822).

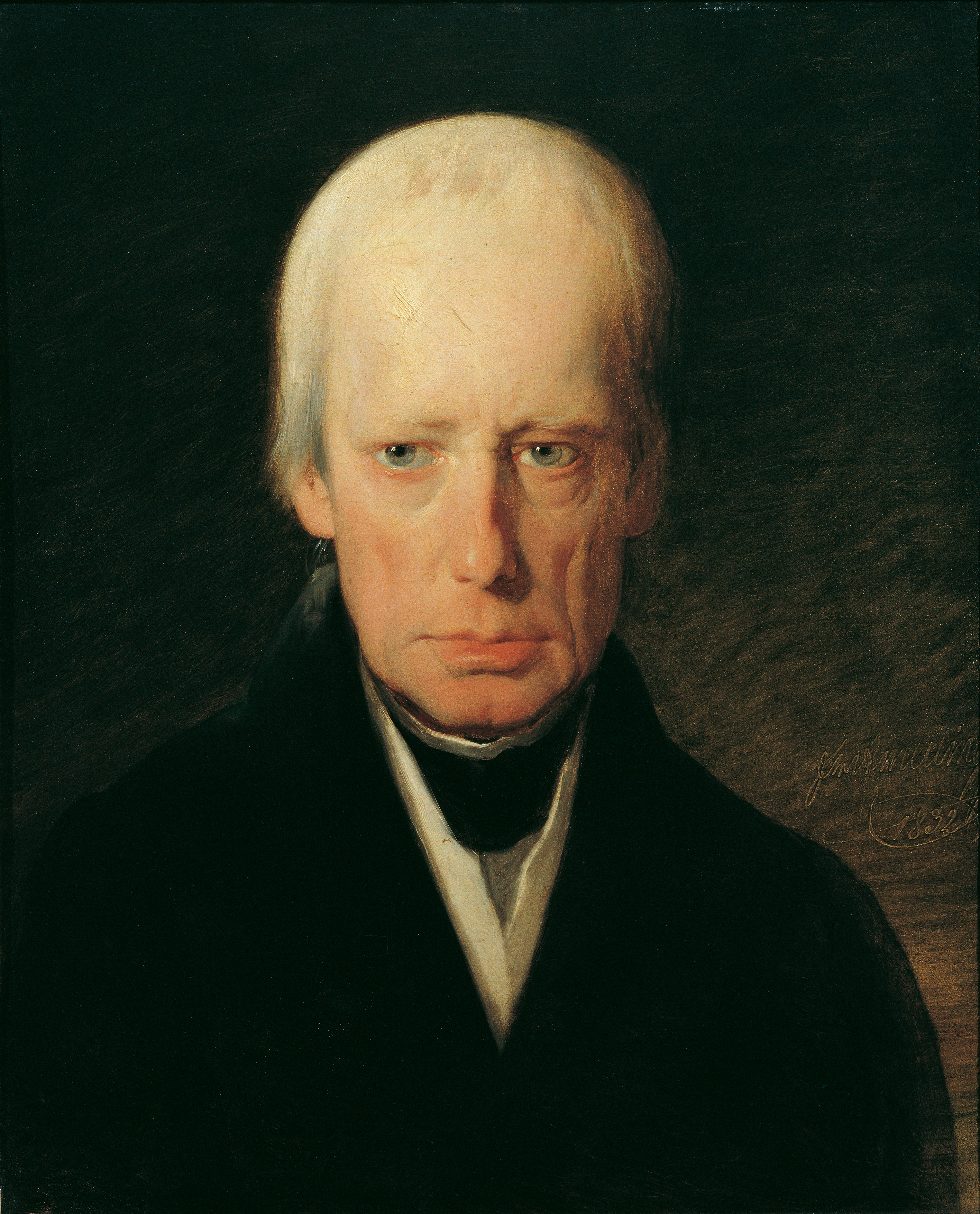
François Ier d'Autriche.

On discute également pour savoir si un nouvel empereur doit être élu. C'est ainsi que l'on voit apparaître la proposition de faire alterner la dignité impériale entre les puissants princes du sud et du nord de l'Allemagne. Toutefois, les porte-parole de l'Empire se prononcent en faveur d'une dignité impériale reprise par l'Autriche, donc par François II. Mais ce dernier rejette la proposition du fait de la faible fonction qu'il revêtirait. L'empereur n'obtiendrait pas les droits qui feraient de lui un véritable chef d'Empire. C'est ainsi que François II et son chancelier Metternich considèrent la charge impériale comme un fardeau tout en ne voulant pas que le titre d'empereur revienne à la Prusse ou à tout autre prince puissant. Le congrès de Vienne se dissout sans avoir renouvelé l'Empire. La Confédération germanique est fondée le 8 juin 1815 et l'Autriche la dirige jusqu'en 1866.
La Confédération germanique est un des principaux résultats des négociations du congrès de Vienne qui a eu lieu de 1814 à 1815. Sa création est envisagée dès la paix de Paris du 30 mai 1814. Une clause évoque l'avenir des États allemands : ils doivent conserver leur indépendance tout en formant ensemble une fédération. Ce projet est repris par le congrès de Vienne après de longues discussions et avoir été mis en concurrence avec d'autres modèles.
Le 8 juin 1815, le Deutsche Bundesakte est signé, les bases de l'organisation internationale qu'est la Confédération germanique sont posées. Elle doit avoir un statut légal de sujet international pouvant déclarer la guerre et conclure la paix, confirmé par les accords de Vienne, puis le Bundesakte est inclus dans le texte issu des travaux du congrès ; les grandes puissances garantissent donc implicitement la confédération.
Toutefois, de nombreux compléments sont nécessaires afin de le rendre plus précis et plus complet : il faut 5 ans, ponctués d'échanges diplomatiques et de traités, tels le recès de Francfort en 1819, pour que les négociations de Vienne soient parachevées. L'accord final est signé par les États membres le 8 juin 1820 à l'unanimité. Sur le plan légal, il a la même valeur que le Bundesakte.
Le congrès de Vienne, en 1815, consacre ce titre et réalise un compromis entre le nouvel ordre napoléonien en Europe centrale (la simplification des états en Allemagne est notamment conservée), et la restauration de l'ordre antérieur : ainsi, une Confédération germanique est créée dans les limites de l'ex-Saint-Empire romain germanique, dont l’empereur d’Autriche prend la présidence. Toutefois, la prééminence autrichienne est rapidement contestée par le royaume de Prusse.
Les territoires de l’empire de François Ier comprenaient près de 900 000 kilomètres carrés répartis entre :
- l’archiduché de Haute-Autriche (Erzherzogtum Ober-Österreich) ;
- l’archiduché de Basse-Autriche (Erzherzogtum Nieder-Österreich) ;
- le duché de Salzbourg (Herzogtum Salzburg) ;
- le duché de Styrie (Herzogtum Steiermark) ;
- le comté de Tyrol (Gefürstete Grafschaft Tirol) ;
- le comté du Vorarlberg (Grafschaft Vorarlberg) ;
- le duché de Carinthie (Herzogtum Kärnten) ;
- le duché de Carniole (Herzogtum Krain) ;
- le comté de Gorizia et Gradisca (Grafschaft Görz und Gradiska) ;
- le comté d'Istrie (Grafschaft Istrien) ;
- la ville libre impériale de Trieste (les comtés de Gorizia et d'Istrie seront regroupés avec Trieste en un « Comté des côtes » : Grafschaft Küstenland, en 1849) ;
- le royaume lombardo-vénitien (Königreich Lombardei und Venezien, jusqu'en 1859 pour la Lombardie milanaise) ;
- le royaume de Dalmatie (Königreich Dalmatien) ;
- le royaume de Hongrie (Apostolisches Königreich Ungarn) ;
- le royaume de Croatie-Slavonie (Königreich Kroatien und Slawonien) (incluant la frontière militaire de 1578 à 1871) ;
- le voïvodat de Serbie et du Banat de Tamiš (Woiwodschaft Serbien und Tamisch Banat) ;
- la grande principauté de Transylvanie (Großfürstentum Siebenbürgen) ;
- le royaume de Bohême (Königreich Böhmen) ;
- le margraviat de Moravie (Markgrafschaft Mähren) ;
- le duché de Silésie (Herzogtum Schlesien) ;
- le royaume de Galicie et de Lodomérie (Königreich Galizien und Lodomerien) ;
- le duché de Bucovine (Herzogtum Bukowina).

En outre, Ferdinand, frère de François Ier, règne sur le grand-duché de Toscane, et l'influence autrichienne sur les royaumes d’Espagne et de Naples est majeure.

### Politique de Restauration

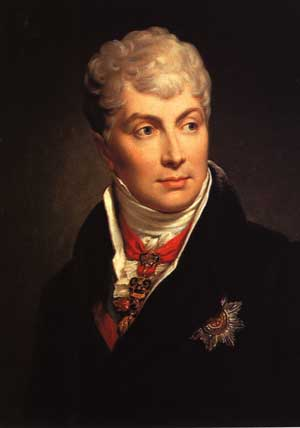
Le comte de Metternich.

À l'intérieur, en Autriche, le chancelier Metternich promeut l'absolutisme. À l'extérieur, par les congrès ou par la force de la Sainte-Alliance, il impose l'ordre : les décrets de Karlsbad de 1819 sont particulièrement liberticides pour la presse de la Confédération germanique et l'Université allemande. Soucieux de conserver son pouvoir, il convainc l'empereur François Ier de conserver comme héritier son fils aîné, l'archiduc Ferdinand, pourtant notoirement incapable. Il veut ainsi damer le pion à l'archiduchesse Sophie, épouse énergique, intelligente et ambitieuse de l'archiduc François-Charles, fils cadet de l'empereur à qui était promise la couronne lors du congrès de Vienne et qui est la raison de son mariage.
Le couple archiducal ayant eu un fils, le futur François-Joseph Ier, après six années de stérilité, Metternich fait épouser à l'archiduc héritier, bien incapable de consommer son mariage, la princesse Marie-Anne de Sardaigne. L'union reste stérile, la nouvelle archiduchesse tenant lieu d'infirmière plus que d'épouse à son mari et ne se mêlant pas de politique (elle ne parle pas l'allemand).
En ce milieu de XIXe siècle, après les guerres napoléoniennes, un vent de réforme souffle en Hongrie. Le gouvernement autrichien restait féodal, centralisé à Vienne, et sourd aux demandes de changement.
Depuis 1830, István Széchenyi et Miklós Wesselényi portaient des volontés de réformes. Le courant national conservateur d'Aurél Dessewffy (en), György Apponyi, Sámuel Jósika (hu) et István Széchenyi demande une réforme garantissant la primauté de l'aristocratie. Un mouvement libéral porté par Lajos Batthyány, Ferenc Deák et Lajos Kossuth demande, lui, la suppression des droits féodaux et plus d'autonomie (une dose de parlementarisme hongrois). Enfin, le mouvement des « Jeunes hongrois », avec Sándor Petőfi, Pál Vasvári (hu) et Mihály Táncsics, souhaite établir une république, dut-il en passer par une révolte armée.

## Dernières années

### Dernier mariage

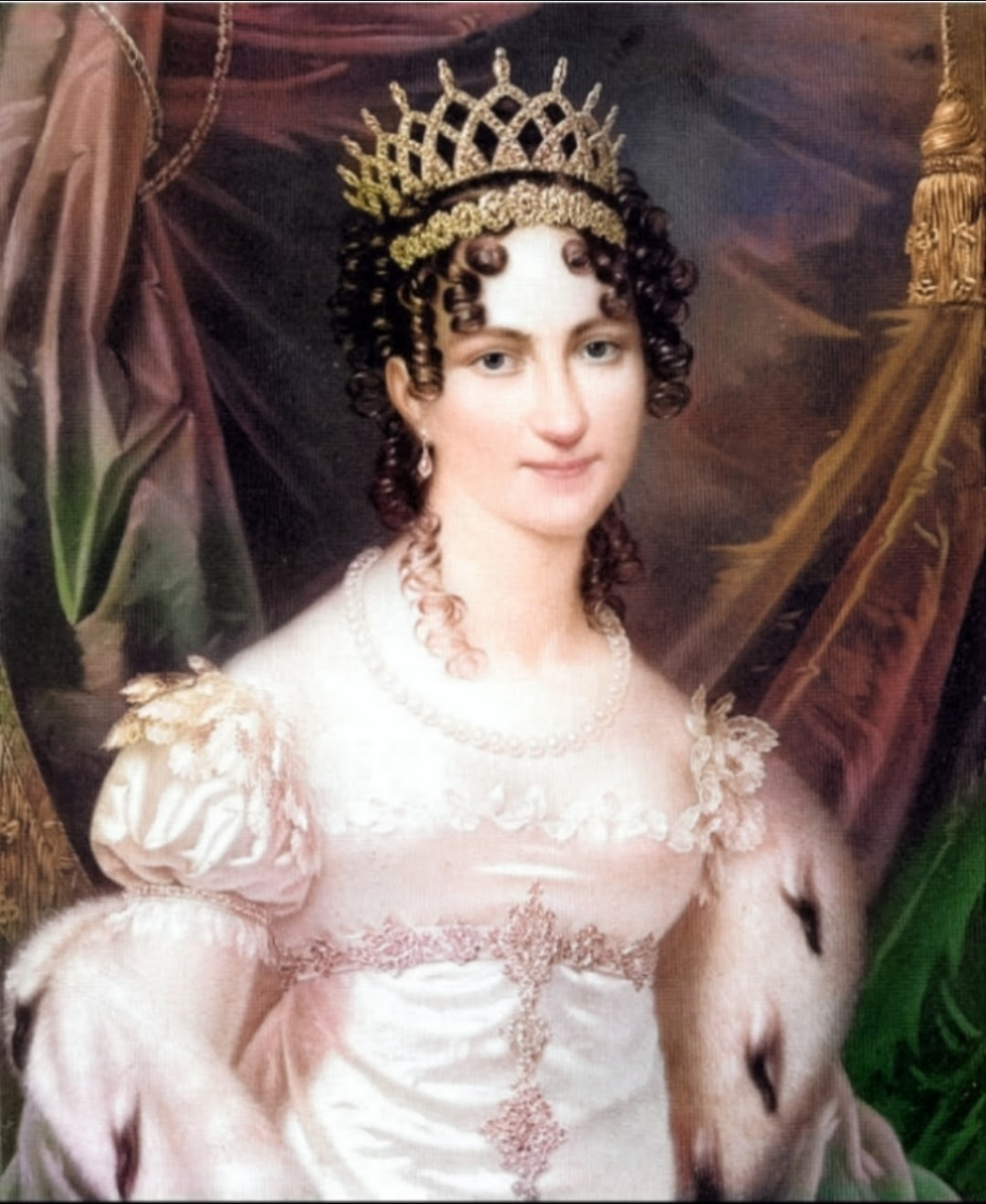
Caroline-Auguste de Bavière.

Le 29 octobre 1816, l'empereur se remarie avec Caroline-Auguste de Bavière, fille du roi Maximilien Ier de Bavière et de la défunte Wilhelmine de Hesse-Darmstadt, et ex-épouse du prince héritier Guillaume de Wurtemberg. Ils n'eurent pas d'enfants. Avant ce mariage, elle est connue sous le nom de Charlotte, mais ensuite Caroline commence à être utilisé.
Le mariage est simple en raison de la stricte économie de l'empereur qui se marie pour la quatrième fois. Caroline, de 24 ans plus jeune que son époux, n'a que quelques mois de plus que l'archiduc Héritier. Elle devient populaire en Autriche, est active dans le travail social et fonde plusieurs hôpitaux et résidences pour les pauvres. L'Impératrice Caroline est décrite comme élégante, sympathique, pieuse et intelligente, sans être belle.

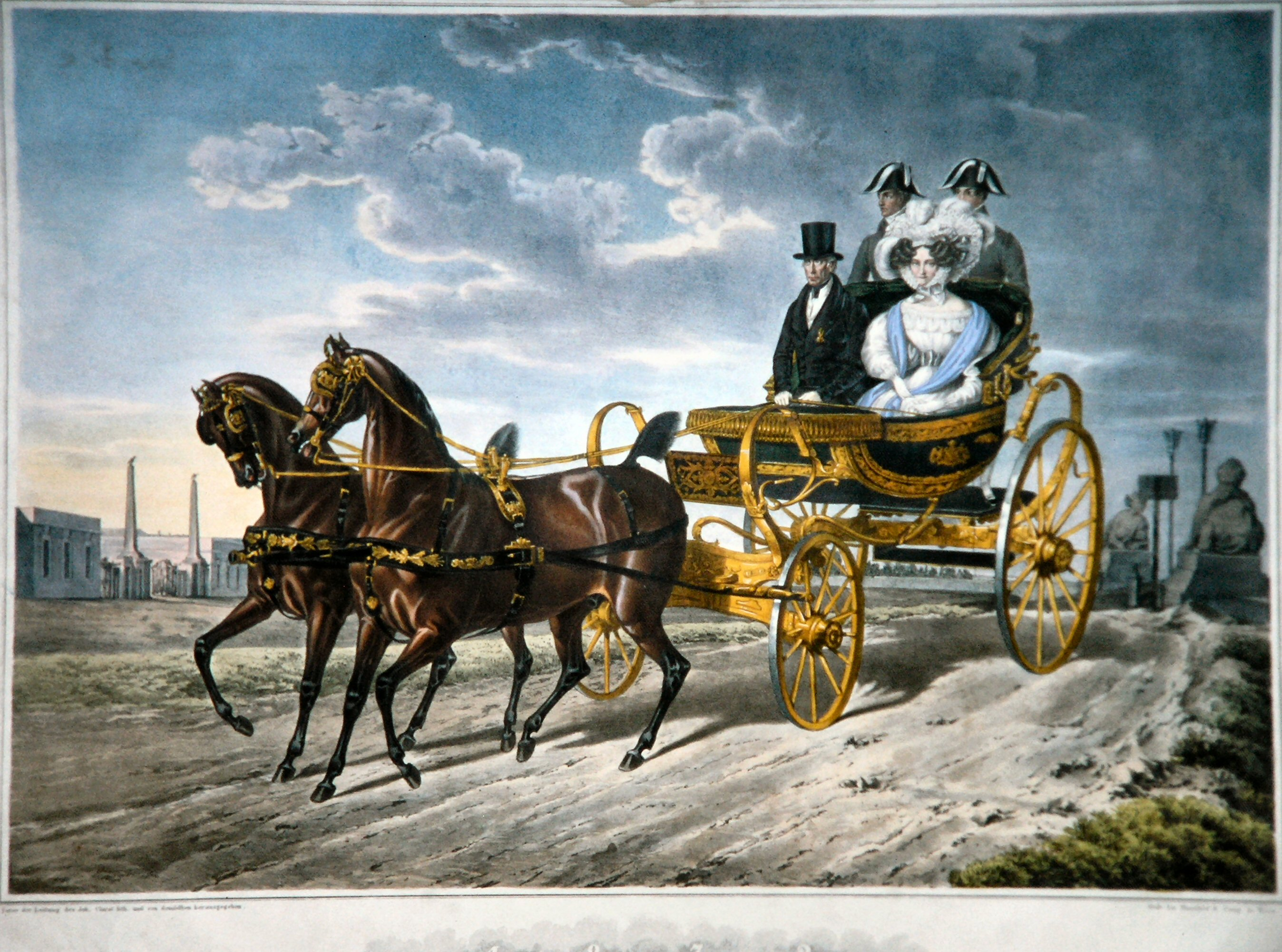
L'Empereur et l'Impératrice, lith. de Clarot.

En 1824, sa demi-sœur Sophie de Bavière épouse l'archiduc François-Charles d'Autriche fils que l'empereur a de son second lit et Caroline devient en quelque sorte la belle-mère de sa sœur.
Influente à la cour, la nouvelle archiduchesse trouve en face d'elle le chancelier de l'empire, le prince de Metternich, qui gouverne depuis 1810 et se méfie de cette jeune archiduchesse ambitieuse et à la forte personnalité qui pourrait lui faire de l'ombre.
Confronté aux capacités très limitées de son héritier, l'archiduc Ferdinand, homme d'un caractère doux et aimable mais à la limite de la débilité, l'empereur songe à transmettre la couronne à son fils cadet l'archiduc François-Charles. Celui-ci aurait dû à la mort de son père devenir empereur d'Autriche et Sophie impératrice. Le chancelier Metternich évoque le principe dynastique pour s'opposer à cette substitution. Le chancelier voit dans le monarque plus l'institution que l'homme et il craignait aussi d'avoir à compter avec Sophie, dont le mari est à sa dévotion. D'ailleurs, le chancelier, après la naissance de l'archiduc François-Joseph, incite l'empereur à conserver ses droits à la couronne à l'archiduc Ferdinand et à le marier alors qu’il approche de la quarantaine, afin de procréer et d'éloigner Sophie du trône. Avec Ferdinand, un empereur faible, marié à une femme sans intérêt pour les affaires politiques comme l'archiduchesse Marie-Anne, Metternich peut ainsi conserver la haute main sur la politique autrichienne durant les treize années suivant la mort de l'empereur François Ier. Cette période de l'histoire est appelée le Vormärz.

### Révolution de 1830
En France, la révolution de Juillet de 1830, pendant laquelle la maison de Bourbon représentée par Charles X est renversée, et au cours de laquelle les forces libérales instituent le « roi des Français » (et non « roi de France ») Louis-Philippe Ier, donne aussi un élan aux forces libérales en Allemagne et dans d'autres régions d'Europe. Cela provoque dès 1830 des soulèvements dans plusieurs principautés allemandes, comme à Brunswick, en Hesse-Cassel, dans le royaume de Saxe et à Hanovre, et conduit à l'adoption de constitutions.
Il y eut également des soulèvements en 1830 dans les États italiens ainsi que dans les provinces polonaises de l'Autriche, de la Prusse et de la Russie (royaume du Congrès) dont le but est l'autonomie d'un État national. Dans le royaume des Pays-Bas, la révolution belge mène au détachement des provinces du sud et à la création d'un État belge indépendant prenant la forme d'une monarchie constitutionnelle.

### Fête de Hambach et attaque de la Garde de Francfort
Dans l'ensemble, le système de Metternich se maintient néanmoins, même si des fissures apparaissent dans de nombreux endroits. Ainsi, les décrets de Karlsbad n'empêchent pas des rassemblements spectaculaires dans la lignée de la fête de la Wartbourg, comme la fête de Hambach en 1832, pendant laquelle on arbore des drapeaux républicains tricolores, noir, rouge et or pourtant interdits (comme déjà en 1817 lors de la fête de la Wartbourg).
L'attaque de la Garde de Francfort du 3 avril 1833 est la première tentative, menée par une cinquantaine d'étudiants, de déclencher une révolution dans toute l'Allemagne. L'action vise le siège du Bundestag situé à l'époque à Francfort-sur-le-Main et considéré par les démocrates comme un instrument de la politique de restauration. Après la neutralisation des deux postes de police de Francfort, les insurgés cherchent à capturer les envoyés des princes et ainsi favoriser le soulèvement de toute l'Allemagne. Révélée avant même de commencer, l'action tourne court, dès le début, après un échange de coups de feu qui fait quelques morts et blessés.
En Italie, en 1831, le révolutionnaire et patriote Giuseppe Mazzini fonde la société secrète Giovine Italia (Jeune Italie). Elle donne naissance à d'autres sociétés en Europe comme Junges Deutschland (Jeune Allemagne) ou « Jeune Pologne ». Ensemble, elles forment en 1834 la société secrète supranationale Giovine Europa (Jeune Europe).
En 1834, Georg Büchner et Friedrich Ludwig Weidig diffusent clandestinement le libelle Le Messager des campagnes hessoises (Der Hessische Landbote) avec le mot d'ordre « Paix aux chaumières, guerre aux palais ! » (Friede den Hütten, Krieg den Palästen!) dans le grand-duché de Hesse. En 1837, la lettre de protestation solennelle des Sept de Göttingen (un groupe de professeurs d'université libéraux notables, parmi lesquels on compte les frères Grimm) contre la révocation de la constitution du royaume de Hanovre, trouve un écho dans toute la Confédération germanique. Les professeurs sont renvoyés et certains, expulsés du pays,.

### Mort de l'Empereur et conséquences

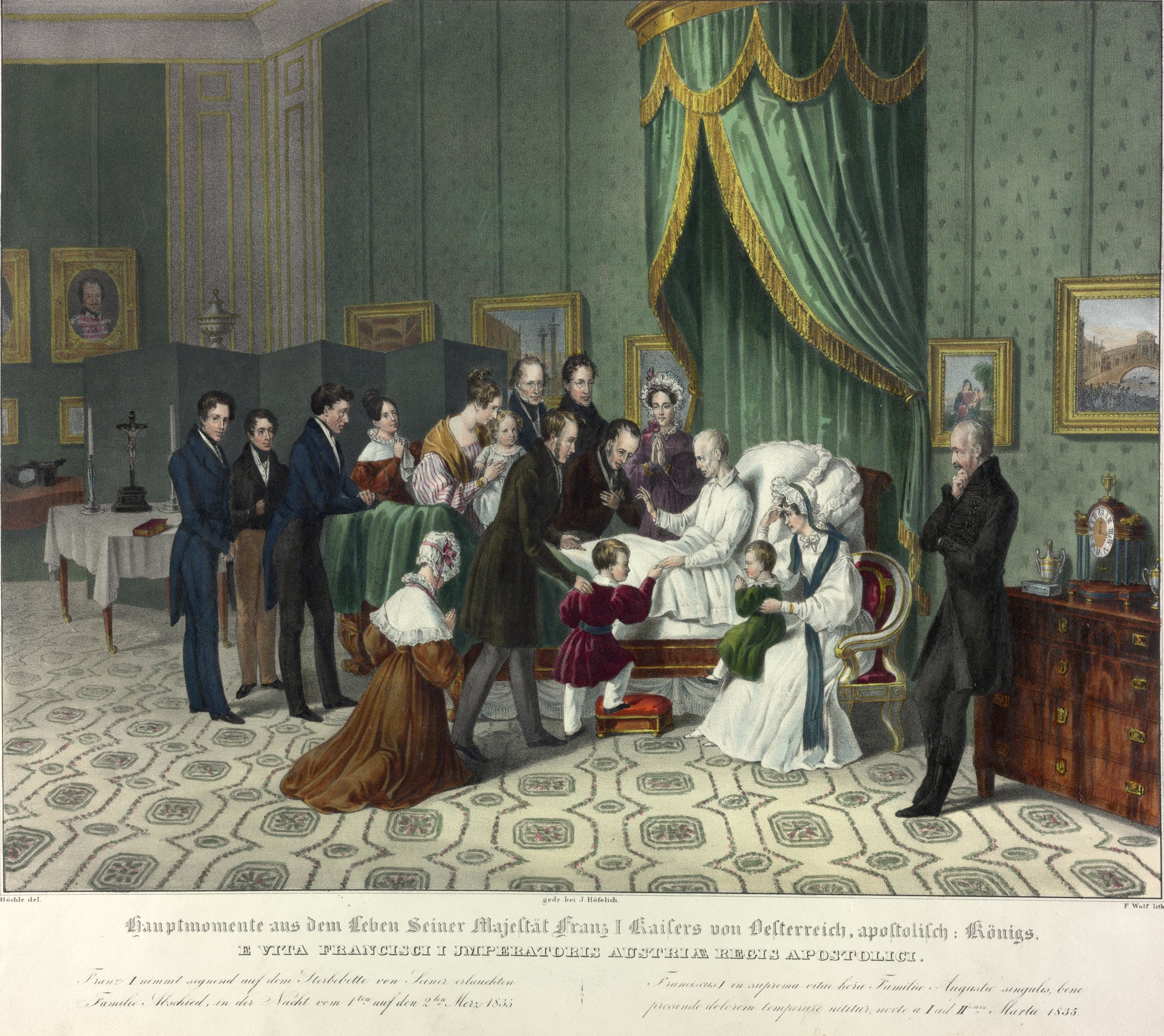
Les adieux de l'empereur à sa famille (1835).

L'empereur François Ier meurt en 1835, et Ferdinand monte sur le trône. Metternich devient tout-puissant et reste plus que tout le « gendarme de l'Europe ». Le petit François-Joseph devenant l'héritier présomptif du trône autrichien, l'archiduchesse Sophie se rapproche du chancelier et lui confie en partie l'éducation de son fils.

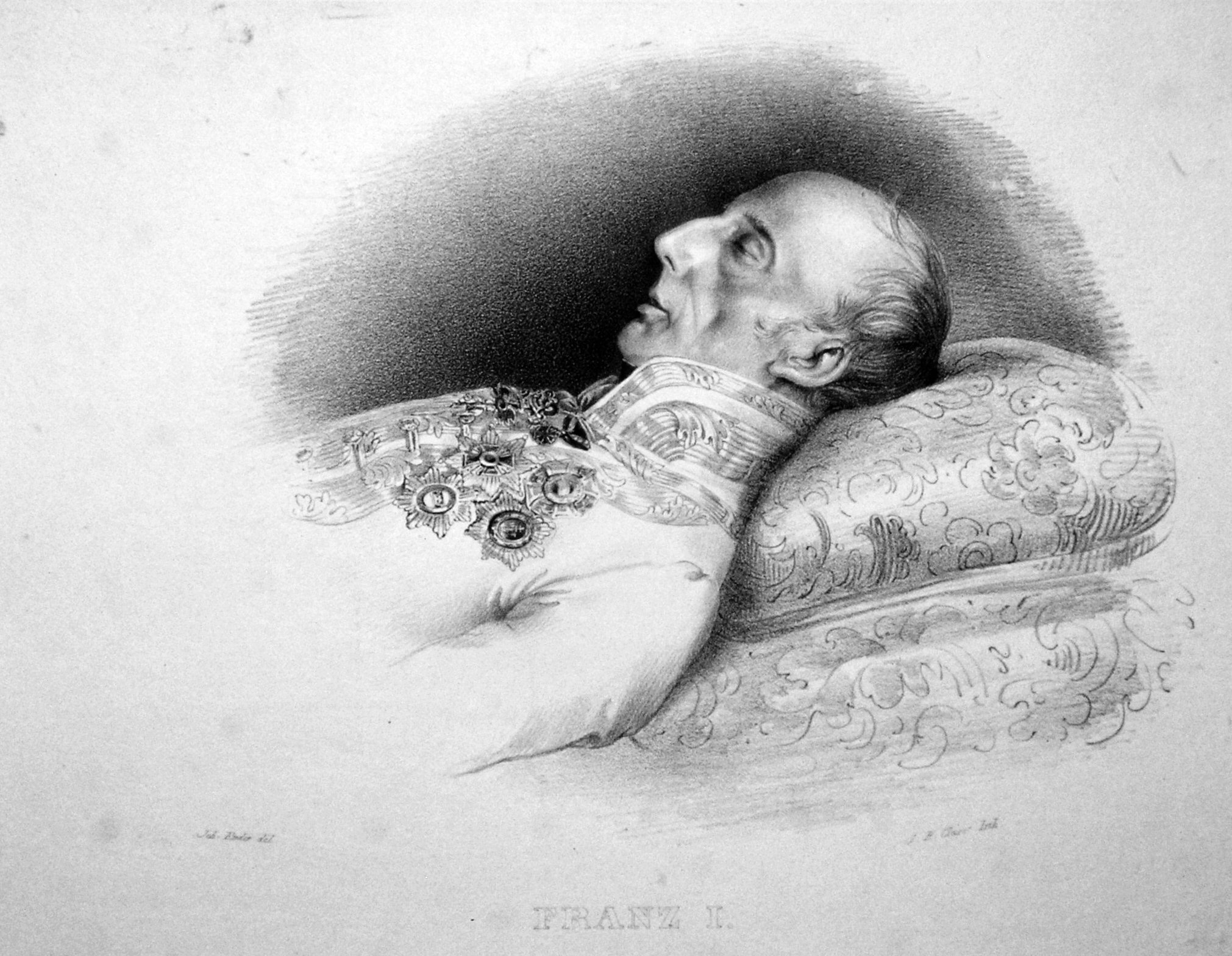
L'empereur François sur son lit de mort. Lithographie de Johann Baptist Clarot, 1835.

L'ordre metternichien dure jusqu'en mars 1848. Des émeutes éclatent alors en Autriche. L'empereur Ferdinand Ier, réfugié en Bohême, à l'instigation de son épouse, de l'impératrice-douairière et de l'archiduchesse Sophie, abandonne Metternich, qui démissionne le 13 mars. Il doit fuir, à 75 ans, caché dans une corbeille à linge. Il part donc pour un exil en Angleterre jusqu'en 1849, puis a Bruxelles (Saint-Josse-ten-Noode). Le gouvernement lui permet de rentrer en Autriche, où il se tient à l'écart de la vie politique : il meurt à Vienne, onze ans après avoir été chassé du pouvoir.
Le facteur déclencheur de la révolution de Mars est la révolution de Février en France, à partir de laquelle l'étincelle révolutionnaire se propage rapidement aux États allemands limitrophes,. Les événements aboutissent en France à la destitution du roi Louis-Philippe Ier qui s'éloignait de plus en plus des idées libérales et à la proclamation de la Deuxième République, ce qui amorce une agitation révolutionnaire qui tient le continent en haleine pendant plus d'un an et demi. Des mouvements analogues se développent dans le Pays de Bade, le royaume de Prusse, l'empire d'Autriche, l'Italie du Nord, la Hongrie, le royaume de Bavière et la Saxe, tandis que se produisent des soulèvements et des rassemblements revendicatifs dans d'autres États et principautés. À la sortie de l'assemblée populaire de Mannheim du 27 février 1848, pendant laquelle les « revendications de Mars » sont formulées pour la première fois, les principales revendications de la révolution en Allemagne consistent en « 1. Armement du peuple avec libre élection des officiers, 2. Liberté de la presse inconditionnelle, 3. Cour d'assises selon l'exemple anglais, 4. Établissement immédiat d'un parlement allemand,. » Les droits fondamentaux avec les « exigences du peuple » furent exigés durant le rassemblement d'Offenburg du 12 septembre, où les politiciens badois radicaux-démocrates s'assemblèrent. Le 10 octobre suivant, lors de la réunion d'Heppenheim, les libéraux modérés rédigent leur programme politique.

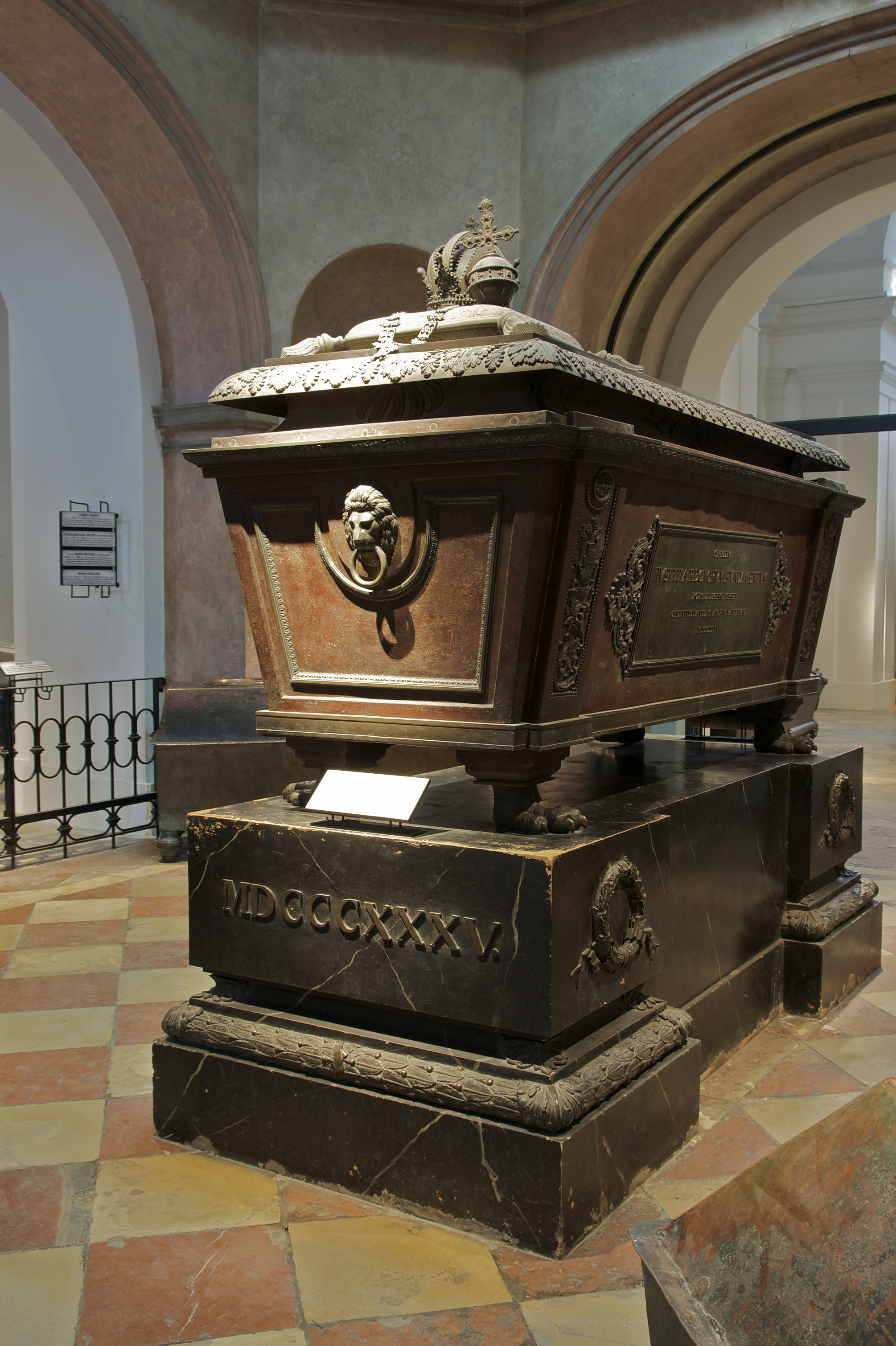
Son sarcophage, dans la crypte des Capucins, à Vienne, Autriche.

Dans certains pays de la Confédération germanique, comme les royaumes de Wurtemberg et de Hanovre, ou le grand-duché de Hesse, les princes cédèrent rapidement au profit de ministères de Mars d'orientation libérale, qui répondirent en partie aux exigences révolutionnaires, en instituant notamment des cours d'assises, en abolissant la censure de la presse et en libérant les paysans,. Cependant, il ne s'agissait souvent que de simples promesses. Ces concessions rapides aux révolutionnaires permirent à ces pays de connaître des années 1848 et 1849 relativement pacifiques,.
Au Danemark également, le roi Frédéric VII cède sans qu'aucun coup de feu ne soit tiré.
Dès mai et juin 1848, les maisons princières affirment de plus belle leur volonté de restauration, si bien que les révolutionnaires des pays de la Confédération germanique se raidissent dans la défensive. Au même moment, la défaite à Paris des insurgés des journées de Juin constitue une victoire décisive pour la contre-révolution. Elle influence fortement la suite de la révolution de Février en France ainsi que les événements révolutionnaires dans toute l'Europe. Ce soulèvement des ouvriers parisiens en juin 1848 marqua aussi historiquement la scission entre le prolétariat et la bourgeoisie révolutionnaire.

## Descendance
François Ier se maria quatre fois et ses deux premières épouses lui donnèrent ses treize enfants :

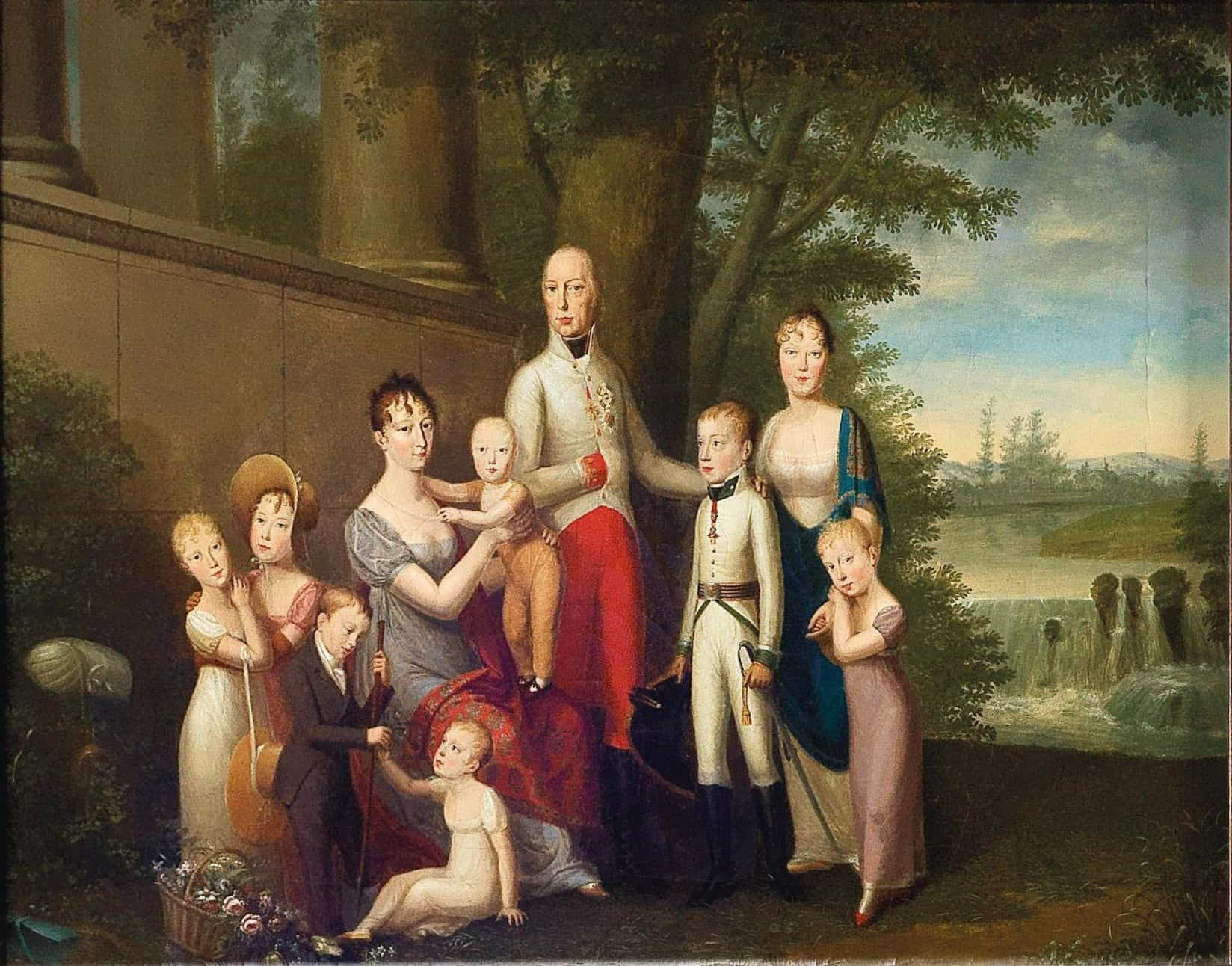
L'empereur François et ses enfants.

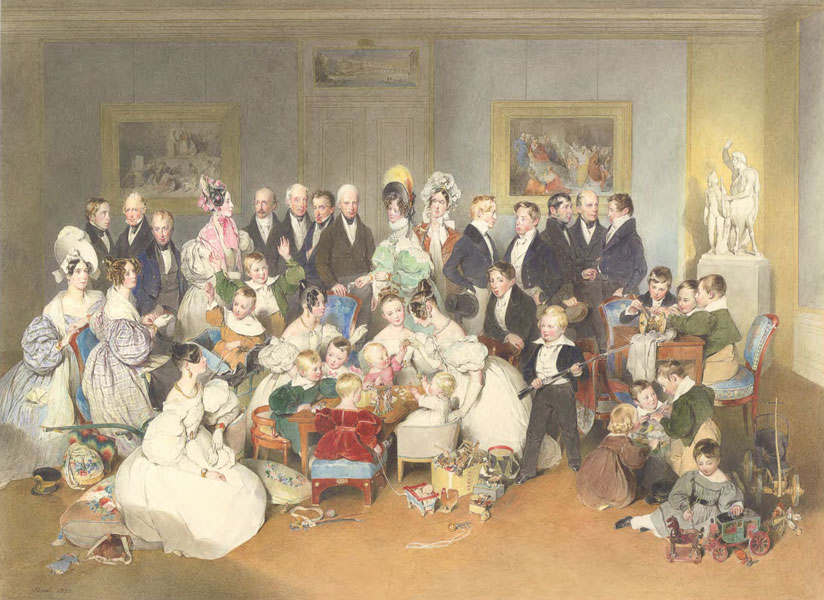
La famille impériale sous François Ier.

- 1788 : 1er mariage avec Élisabeth de Wurtemberg (1767-1790), fille du duc Frédéric-Eugène de Wurtemberg et de Frédérique-Dorothée de Brandebourg-Schwedt et belle-sœur du tsar Alexandre Ier de Russie :

1. Louise-Élisabeth d'Autriche (1790-1791) ;

- 1790 : 2e mariage avec sa double cousine Marie-Thérèse de Bourbon-Sicile et Naples (1772-1807), fille de Ferdinand IV de Naples (Ier des Deux-Siciles) et de Marie-Caroline d'Autriche :

1. Marie-Louise-Léopoldine Francesca Josepha Lucie d'Autriche dite Luisel (1791-1847), épouse Napoléon Ier en 1810, mère de Napoléon II dit L'Aiglon (1811-1832), contracte ensuite deux unions morganatiques dont sont issus les comtes de Montenuovo,
2. Ferdinand Ier d'Autriche (1793-1875) dit le Débonnaire, épouse en 1831 Marie-Anne de Sardaigne, fille de Victor-Emmanuel Ier de Sardaigne et de Marie-Thérèse d'Autriche-Este,
3. Caroline Léopoldine d'Autriche (1794-1795),
4. Caroline Louise d'Autriche (1795-1799),
5. Marie-Léopoldine d'Autriche (1797-1826), épouse en 1817 Pierre Ier du Brésil (IV de Portugal), fils de Jean VI de Portugal et de Charlotte-Joachime d'Espagne. De ce mariage naissent Marie II de Portugal et Pierre II,
6. Marie-Clémentine d'Autriche (1798-1881), épouse en 1816 Léopold de Bourbon-Siciles, fils de Ferdinand Ier des Deux-Siciles (IV de Naples, Sicile),
7. Joseph d'Autriche (1799-1807),
8. Caroline de Habsbourg-Lorraine (1801-1832), épouse en 1819 Frédéric-Auguste II de Saxe, fils de Maximilien de Saxe et de Caroline de Bourbon-Parme,
9. François-Charles d'Autriche (1802-1878), épouse en 1824 Sophie de Bavière (1805-1872), renonce à la succession d'Autriche en faveur de son fils le futur François-Joseph Ier d'Autriche,
10. Marie-Anne d'Autriche (1804-1858), abbesse au couvent des Dames nobles au château de Prague,
11. Jean d'Autriche (1805-1809),
12. Amélie d'Autriche (1807-1807) ;

- 1808 : 3e mariage avec sa cousine Marie-Louise de Habsbourg-Lorraine-Este (1787-1816) encore dite Maria Ludovika[61]. Elle est la première « grand-marâtre » de Napoléon II ;

- 1816 : 4e mariage avec Caroline-Auguste de Bavière (1792-1873), fille du roi Maximilien Ier de Bavière et de Wilhelmine de Hesse-Darmstadt : elle fut la seconde « grand-marâtre » du duc de Reichstadt.

## Filmographie

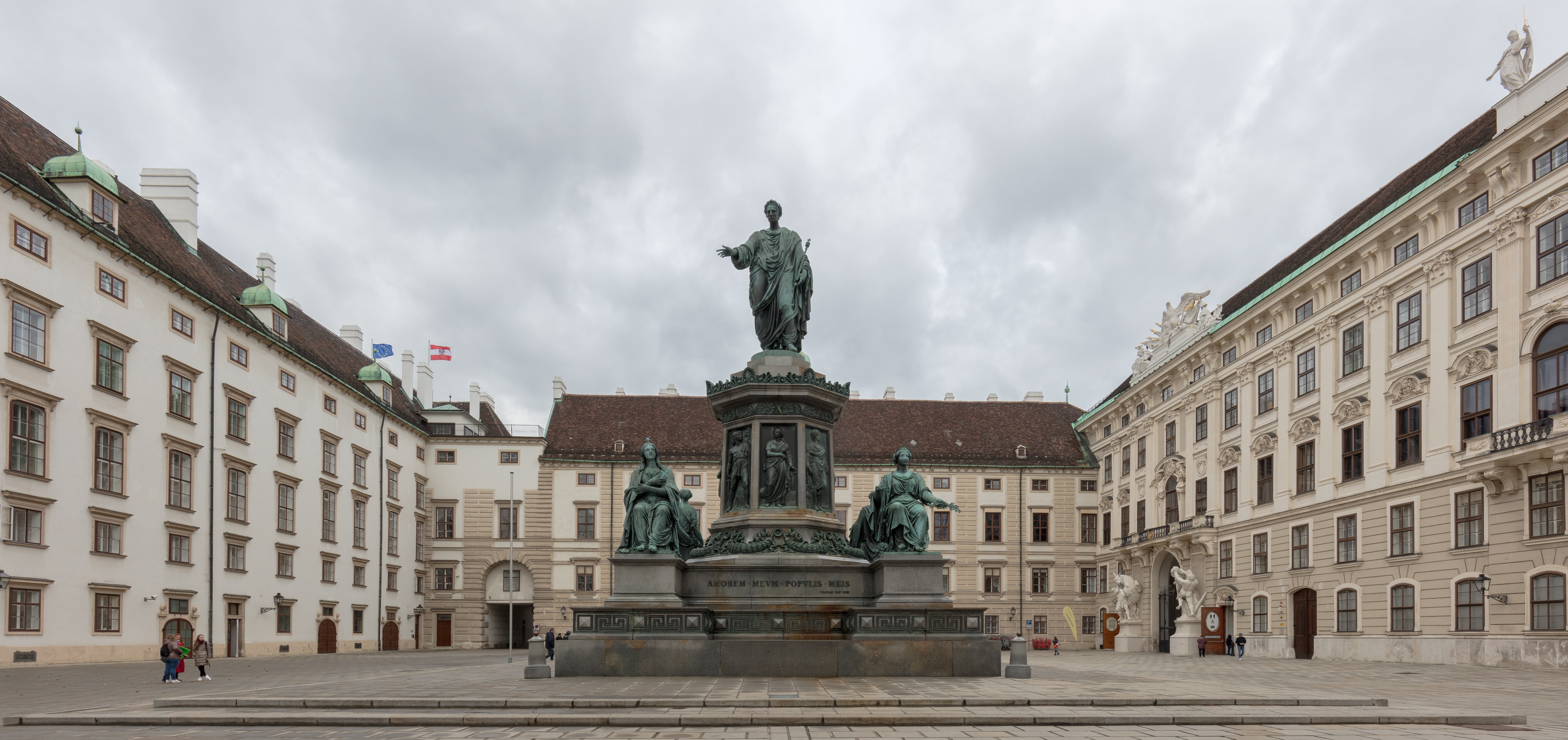
Monument en honneur à François Ier à Vienne.

Ayant joué un rôle crucial dans la chute de Napoléon, François Ier est présent dans des productions cinématographiques et télévisuelles.
- 1914 : 
  - Napoleone réalisé par Eduardo Bencivenga avec Antonio Grisanti dans le rôle de François Ier ;
  - L’Aiglon réalisé par Emile Chautard avec Maury dans le rôle de François Ier ;
- 1920 : Le Duc de Reichstad réalisé par Hans O. Löwenstein avec Souzal dans le rôle de François Ier ;
- 1927 : Lützows wilde verwegene Jagd réalisé par Richard Oswald avec Siegfried Arno dans le rôle de François Ier ;
- 1929 : Napoleon auf Sankt Helena réalisé par Lupu Pick avec M. Kaufmann dans le rôle de François Ier ;
- 1931 : L’Aiglon de Victor Tourjanski avec Jaro Fürth dans le rôle de François Ier ;
- 1932 : Marschall Vorwärts réalisé par Heinz Paul avec Eduard Rothauser dans le rôle de François Ier ;

- 1934 :

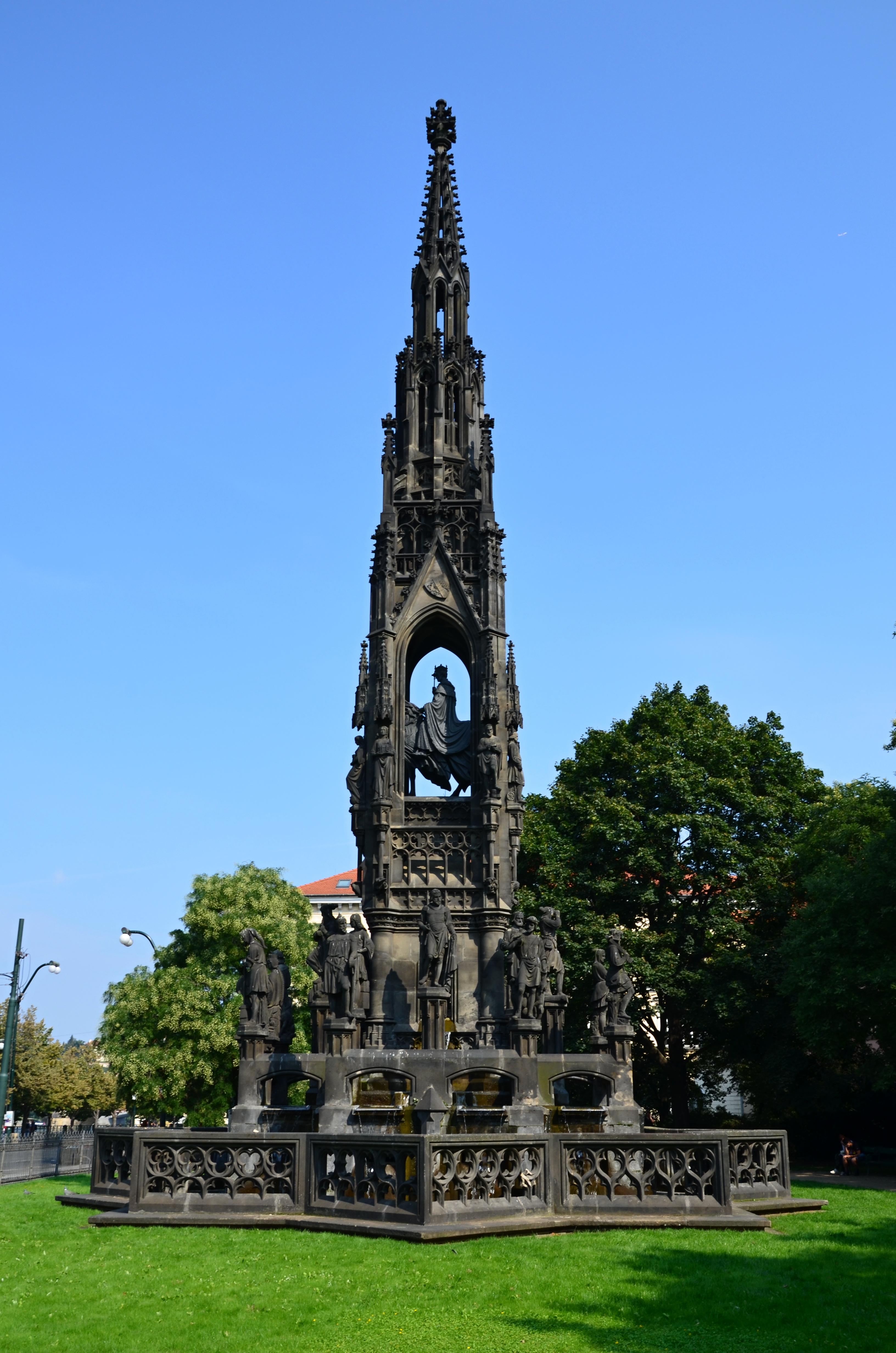
La fontaine Kranner, à Prague, dédiée à François Ier.

  - Teresa Confalonieri réalisé par Guido Brignone avec Riccardo Tassani dans le rôle de François Ier ;
  - Love Time réalisé par James Tinling avec Henry Kolker dans le rôle de François Ier ;
- 1936 : Ainsi finit un grand amour de Karl Hartl avec Franz Herterich ;
- 1940 :
  - Der Feuerteufel réalisé par Luis Trenker avec Franz Herterich dans le rôle de François Ier ;
  - Háry János réalisé par Frigyes Bán avec Zoltán Makláry dans le rôle de François Ier ;
- 1945 : Kolberg réalisé par Veit Harlan avec Franz Herterich dans le rôle de François Ier ;
- 1955 : Napoléon réalisé par Sacha Guitry avec Fernand Fabre dans le rôle de François Ier ;
- 1959 : La caméra explore le temps, épisode Le véritable Aiglon réalisé par Stellio Lorenzi avec Lucien Nat dans le rôle de François Ier ;
- 1960 :
  - Viva l’Italia ! réalisé par Roberto Rossellini avec Raimondo Croce dans le rôle de François Ier ;
  - Austerlitz réalisé par Abel Gance avec Janez Vrhovec dans le rôle de François Ier ;
- 1961 : Napoléon II, l’aiglon réalisé par Claude Boissol avec Josef Meinrad dans le rôle de François Ier ;
- 1965 : Háry János réalisé par Miklós Szinetár avec Samu Balasz dans le rôle de François Ier ;
- 1966 : Guerre et paix réalisé par Sergej Bondartchouk avec V. Sofronov dans le rôle de François Ier ;
- 1974 : Napoleon and Love réalisé par Jonathan Alwyn avec Clifford Rose dans le rôle de François Ier ;
- 1986 : Akli Miklos réalisé par György Révesz avec László Helyey dans le rôle de François Ier ;
- 2002 :
  - Die Freiheit des Adlers : Andreas Hofer réalisé par Xaver Schwarzenberger avec Christian Futterknecht dans le rôle de François Ier ;
  - O Quinto dos Infernos réalisé par Alexandre Avancini avec Jonas Bloch dans le rôle de François Ier ;
- 2024 : La Guerre des trônes : La Véritable Histoire de l'Europe (Saison 8), série réalisée par Vanessa pontet, avec Pierre-Arnaud Juin dans le rôle de François Ier[62].